# Leghe Provinciali del Perù
Le leghe provinciali del Perù sono le leghe calcistiche peruviane che costituiscono la Fase Provinciale della Copa Perú. L'insieme delle leghe, costituisce inoltre la sesta divisione del campionato peruviano di calcio. Sono organizzate dalla FPF, la federazione calcistica peruviana.
Raggruppa le migliori squadre dei tornei distrettuali di ogni dipartimento del Perù.

## Amazonas

### Lega Provinciale di Chachapoyas
| Stagione | Campione                                      |                                               |
| -------- | --------------------------------------------- | --------------------------------------------- |
| 2010     | Higos Urco                                    |                                               |
| 2011     | Unión Santo Domingo                           |                                               |
| 2012     | Sachapuyos                                    |                                               |
| 2013     | Deportivo Hospital                            |                                               |
| 2014     | Unión Santo Domingo                           |                                               |
| 2015     | UPP                                           |                                               |
| 2016     | Higos Urco                                    |                                               |
| 2017     | Unión Santo Domingo                           |                                               |
| 2018     | Sachapuyos                                    |                                               |
| 2019     | UNTRM                                         |                                               |
| 2020     | Cancellata a causa della Pandemia di COVID-19 | Cancellata a causa della Pandemia di COVID-19 |
| 2021     | Cancellata a causa della Pandemia di COVID-19 | Cancellata a causa della Pandemia di COVID-19 |
| 2022     | Sachapuyos                                    |                                               |
| 2023     | Deportivo Municipal                           |                                               |
| 2024     |                                               |                                               |

### Liga Provincial de Utcubamba
| Stagione | Campione                              |                                       |
| -------- | ------------------------------------- | ------------------------------------- |
| 2011     | San Francisco de Asís                 |                                       |
| 2012     | Defensor Santa Isabel                 |                                       |
| 2013     | Bagua Grande                          |                                       |
| 2014     | Bagua Grande                          |                                       |
| 2015     | Bagua Grande                          |                                       |
| 2016     | Miguel Grau de Tactago                |                                       |
| 2017     | Bagua Grande                          |                                       |
| 2018     | Bagua Grande                          |                                       |
| 2019     | Independiente FC Hualango             |                                       |
| 2020     | Canceled due to the COVID-19 pandemic | Canceled due to the COVID-19 pandemic |
| 2021     | Canceled due to the COVID-19 pandemic | Canceled due to the COVID-19 pandemic |
| 2022     | Unión Vencedores                      |                                       |
| 2023     | Bagua Grande                          |                                       |
| 2024     |                                       |                                       |

## Ancash

### Liga Provincial de Aija
| Stagione | Campione                              |
| -------- | ------------------------------------- |
| 2011     | Defensor Tumán                        |
| 2012     | Sport Buenos Aires                    |
| 2013     | Sport Buenos Aires                    |
| 2014     | San Ildefonso                         |
| 2016     | La Trinidad                           |
| 2017     | La Trinidad                           |
| 2018     | La Trinidad                           |
| 2019     | Sport Juvenil Sipza                   |
| 2020     | Canceled due to the COVID-19 pandemic |
| 2021     | Canceled due to the COVID-19 pandemic |
| 2022     | Sport Juvenil Sipza                   |
| 2023     | Sport Buenos Aires                    |
| 2024     | Líder Andino                          |

### Liga Provincial de Bolognesi
| Stagione | Campione                              |
| -------- | ------------------------------------- |
| 2011     | El Chasqui                            |
| 2012     | Santa Rosa de Aquia                   |
| 2013     | La Casuarina                          |
| 2014     | Reacción Aquia                        |
| 2016     | Los Jardines                          |
| 2017     | Alianza Lima                          |
| 2018     | Nevado Chiuruco                       |
| 2019     | El Chasqui                            |
| 2020     | Canceled due to the COVID-19 pandemic |
| 2021     | Canceled due to the COVID-19 pandemic |
| 2022     | Huracán (Toma)                        |
| 2023     | Guillermo Bracale Ramos               |
| 2024     |                                       |

### Liga Provincial de Carhuaz
| Stagione | Campione                              |
| -------- | ------------------------------------- |
| 2011     | Defensor River Santa                  |
| 2012     | Los Ángeles de San Miguel de Aco      |
| 2013     | Alianza Corazón                       |
| 2014     | Defensor River Santa                  |
| 2016     | Transportes Pablito                   |
| 2017     | Defensor River Santa                  |
| 2018     | Estrella Roja                         |
| 2019     | Transportes Pablito                   |
| 2020     | Canceled due to the COVID-19 pandemic |
| 2021     | Canceled due to the COVID-19 pandemic |
| 2022     | Estrella Roja                         |
| 2023     | Deportivo Obraje                      |
| 2024     |                                       |

### Liga Provincial de Casma
| Stagione | Campione                              |
| -------- | ------------------------------------- |
| 1996     | Magdalena                             |
| 1997     | San Martín                            |
| 1998     | Indoamérica                           |
| 1999     | San Martín                            |
| 2000     | San Luis de Sechin                    |
| 2001     | Indoamérica                           |
| 2002     | Indoamérica                           |
| 2003     | Indoamérica                           |
| 2004     | Cultural Casma                        |
| 2005     | Unión Buenavista                      |
| 2006     | Cultural Casma                        |
| 2007     | Barrionuevo                           |
| 2008     | Cultural Casma                        |
| 2009     | Cultural Casma                        |
| 2010     | San Martín                            |
| 2011     | Defensor Porteño                      |
| 2012     | DELUSA                                |
| 2013     | DELUSA                                |
| 2014     | Alianza Huancamuña                    |
| 2015     | DELUSA                                |
| 2016     | Sport Inca                            |
| 2017     | DELUSA                                |
| 2018     | Centro Unión Carrizal                 |
| 2019     | Sport Áncash (Yaután)                 |
| 2020     | Canceled due to the COVID-19 pandemic |
| 2021     | Canceled due to the COVID-19 pandemic |
| 2022     | Sport Huaquilla                       |
| 2023     | Centro Social Pariacoto               |
| 2024     |                                       |

### Liga Provincial de Huaraz
| Stagione | Campione                              |
| -------- | ------------------------------------- |
| 2009     | Huaraz FC                             |
| 2010     | UNASAM                                |
| 2011     | Caballeros de La Ley                  |
| 2012     | Sport Rosario                         |
| 2013     | Real Shancayán                        |
| 2014     | Sport Rosario                         |
| 2015     | Sport Áncash                          |
| 2016     | Sport Rosario                         |
| 2017     | Juventud Huaraz                       |
| 2018     | Sport Áncash                          |
| 2019     | Sport Áncash                          |
| 2020     | Canceled due to the COVID-19 pandemic |
| 2021     | Canceled due to the COVID-19 pandemic |
| 2022     | Sport Áncash                          |
| 2023     | Star Áncash                           |
| 2024     | Sport Áncash                          |

### Liga Provincial de Huari
| Stagione | Campione                              |
| -------- | ------------------------------------- |
| 2011     | Rázuri de Carhuayoc                   |
| 2012     | Juventud Líderes                      |
| 2013     | Jana Barrio                           |
| 2014     | Ura Barrio                            |
| 2016     | Ura Barrio                            |
| 2017     | San Pedro de Carash                   |
| 2018     | Líderes de Huaripampa                 |
| 2019     | San Miguel de Arcángel de Quercos     |
| 2020     | Canceled due to the COVID-19 pandemic |
| 2021     | Canceled due to the COVID-19 pandemic |
| 2022     | San Andrés de Runtu                   |
| 2023     | San Marcos                            |
| 2024     | San Andrés de Runtu                   |

### Liga Provincial de Huarmey
| Stagione | Campione                              |
| -------- | ------------------------------------- |
| 2011     | Unión Santo Domingo                   |
| 2012     | Unión Santo Domingo                   |
| 2013     | Sport Miramar                         |
| 2014     | Panamericana Miramar                  |
| 2016     | Once Amigos                           |
| 2017     | Once Amigos                           |
| 2018     | Santo Domingo                         |
| 2019     | Huracán del Norte                     |
| 2020     | Canceled due to the COVID-19 pandemic |
| 2021     | Canceled due to the COVID-19 pandemic |
| 2022     | Huracán del Norte                     |
| 2023     | Atlético Bruces                       |
| 2024     |                                       |

### Liga Provincial de Huaylas
| Stagione | Campione                              |
| -------- | ------------------------------------- |
| 2011     | Unión Santa Fe                        |
| 2012     | Santa Rosa de Huallanca               |
| 2013     | Las Palmeras                          |
| 2014     | Alianza Santa Rosa                    |
| 2016     | Las Palmeras                          |
| 2017     | Miraflores                            |
| 2018     | Las Palmeras                          |
| 2019     | Villa Sucre                           |
| 2020     | Canceled due to the COVID-19 pandemic |
| 2021     | Canceled due to the COVID-19 pandemic |
| 2022     | Alianza Santa Cruz                    |
| 2023     | Juvenil Power                         |
| 2024     |                                       |

### Liga Provincial de Mariscal Luzuriaga
| Season | Champion                              |
| ------ | ------------------------------------- |
| 2011   | San Miguel                            |
| 2012   | San Miguel                            |
| 2013   | Unión Casca                           |
| 2014   | Atlético Cushipata                    |
| 2016   | Unión Primavera                       |
| 2017   | San Miguel                            |
| 2018   | San Miguel                            |
| 2019   | No tournament                         |
| 2020   | Canceled due to the COVID-19 pandemic |
| 2021   | Canceled due to the COVID-19 pandemic |
| 2022   | No tournament                         |
| 2023   | No tournament                         |
| 2024   |                                       |

### Liga Provincial de Ocros
| Season | Champion                              |
| ------ | ------------------------------------- |
| 2011   | Unión Oncoy                           |
| 2012   | Los Ángeles                           |
| 2013   | Representativo Chilcas                |
| 2014   | Cultural Bellavista                   |
| 2016   | Defensor Cochas                       |
| 2017   | Real Nuevo Acas                       |
| 2018   | Unión Oncoy                           |
| 2019   | Sport Cahua                           |
| 2020   | Canceled due to the COVID-19 pandemic |
| 2021   | Canceled due to the COVID-19 pandemic |
| 2022   | No tournament                         |
| 2023   | Unión Cahua                           |
| 2024   |                                       |

### Liga Provincial de Recuay
| Season | Champion                              |
| ------ | ------------------------------------- |
| 2011   | El Obrero                             |
| 2012   | Santo Domingo de Compinas             |
| 2013   | Dos de Mayo                           |
| 2014   | Dos de Mayo                           |
| 2016   | Escuela de Minas                      |
| 2017   | Deportivo Bolognesi                   |
| 2018   | Sport Juventud Cátac                  |
| 2019   | Santa Rosa                            |
| 2020   | Canceled due to the COVID-19 pandemic |
| 2021   | Canceled due to the COVID-19 pandemic |
| 2022   | Atlético Dandys                       |
| 2023   | Sport La Libertad                     |
| 2024   |                                       |

### Liga Provincial de Santa
| Season | Champion                              |
| ------ | ------------------------------------- |
| 2009   | Academia Francisco Ríos               |
| 2010   | Juventud La Unión                     |
| 2011   | Independiente 3 de Octubre            |
| 2012   | Unión Juventud                        |
| 2013   | Alfonso Ugarte de Jimbe               |
| 2014   | Universidad San Pedro                 |
| 2015   | Juventud Tambo Real                   |
| 2016   | Sport San Cristóbal                   |
| 2017   | José Gálvez                           |
| 2018   | Academia Sipesa                       |
| 2019   | Alejandro Villanueva                  |
| 2020   | Canceled due to the COVID-19 pandemic |
| 2021   | Canceled due to the COVID-19 pandemic |
| 2022   | Unión Juventud                        |
| 2023   | Alianza San Luis                      |
| 2024   |                                       |

### Liga Provincial de Sihuas
| Season | Champion                              |
| ------ | ------------------------------------- |
| 2011   | Los Amigos                            |
| 2012   | Lucerito de Sihuas                    |
| 2013   | Primavera                             |
| 2014   | Nueva Juventud                        |
| 2016   | Héroes de Chinchobamba                |
| 2017   | Virgen del Rosario                    |
| 2018   | Primavera                             |
| 2019   | Antonio Raimondi                      |
| 2020   | Canceled due to the COVID-19 pandemic |
| 2021   | Canceled due to the COVID-19 pandemic |
| 2022   | Primavera                             |
| 2023   | Primavera                             |
| 2024   |                                       |

### Liga Provincial de Yungay
| Season | Champion                              |
| ------ | ------------------------------------- |
| 2011   | San Cristóbal (Shupluy)               |
| 2012   | Juventud América                      |
| 2013   | Perlas Negras                         |
| 2014   | Perlas Negras                         |
| 2016   | Juventud América                      |
| 2017   | Los Halcones                          |
| 2018   | Defensor Pariantana                   |
| 2019   | Señor de Mayo                         |
| 2020   | Canceled due to the COVID-19 pandemic |
| 2021   | Canceled due to the COVID-19 pandemic |
| 2022   | San Juan Bautista                     |
| 2023   | Unión Deportivo Huracán               |
| 2024   |                                       |

## Apurímac

### Liga Provincial de Abancay
| Season | Champion                              |
| ------ | ------------------------------------- |
| 2007   | Miguel Grau                           |
| 2008   | Deportivo Educación                   |
| 2009   | Pueblo Libre                          |
| 2010   | Miguel Grau                           |
| 2011   | Miguel Grau                           |
| 2012   | Apurímac                              |
| 2013   | Ingeniería Civil                      |
| 2014   | Miguel Grau                           |
| 2015   | Deportivo Educación                   |
| 2016   | Miguel Grau                           |
| 2017   | Universitario UTEA                    |
| 2018   | Retamoso                              |
| 2019   | Miguel Grau                           |
| 2020   | Canceled due to the COVID-19 pandemic |
| 2021   | Canceled due to the COVID-19 pandemic |
| 2022   | Social El Olivo                       |
| 2023   | Social El Olivo                       |
| 2024   |                                       |

### Liga Provincial de Antabamba
| Season | Champion                              |
| ------ | ------------------------------------- |
| 2009   | Deportivo Municipal (Antabamba)       |
| 2010   | Deportivo Municipal (Antabamba)       |
| 2011   | Deportivo Municipal (Antabamba)       |
| 2012   | Deportivo Municipal (Antabamba)       |
| 2013   | Deportivo Municipal (Antabamba)       |
| 2014   | Deportivo Municipal (Antabamba)       |
| 2015   | Deportivo Municipal (Antabamba)       |
| 2016   | Deportivo Calvario                    |
| 2017   | Deportivo Ccollana                    |
| 2018   | Barrio Soncco                         |
| 2019   | Alianza Antabamba                     |
| 2020   | Canceled due to the COVID-19 pandemic |
| 2021   | Canceled due to the COVID-19 pandemic |
| 2022   | Barrio Alto                           |
| 2023   | Halcones de Oro                       |
| 2024   |                                       |

### Liga Provincial de Andahuaylas
| Season | Champion                              |
| ------ | ------------------------------------- |
| 2009   | José María Arguedas                   |
| 2010   | Cultural Santa Rosa                   |
| 2011   | Real Santa María                      |
| 2012   | Siempre Chankas                       |
| 2013   | José María Arguedas                   |
| 2014   | DECH                                  |
| 2015   | Cultural Santa Rosa                   |
| 2016   | José María Arguedas                   |
| 2017   | Andahuaylas FC                        |
| 2018   | Andahuaylas FC                        |
| 2019   | UAP                                   |
| 2020   | Canceled due to the COVID-19 pandemic |
| 2021   | Canceled due to the COVID-19 pandemic |
| 2022   | Andahuaylas FC                        |
| 2023   | Argama FC                             |
| 2024   |                                       |

### Liga Provincial de Aymaraes
| Season | Champion                              |
| ------ | ------------------------------------- |
| 2009   | Deportivo Municipal (Tintay)          |
| 2010   | Grupo Torvisco de Chacña              |
| 2011   | Unión Soraya                          |
| 2012   | Nuevo Progreso                        |
| 2013   | Defensor Huayunca                     |
| 2014   | Deportivo Huampoccota                 |
| 2015   | Quinto Distrito                       |
| 2016   | Patrón Santiago                       |
| 2017   | Patrón Santiago                       |
| 2018   | Deportivo Municipal (Cotaruse)        |
| 2019   | Patrón Santiago                       |
| 2020   | Canceled due to the COVID-19 pandemic |
| 2021   | Canceled due to the COVID-19 pandemic |
| 2022   | Señor de Huarquiza                    |
| 2023   | Patrón Santiago                       |
| 2024   |                                       |

### Liga Provincial de Cotabambas
| Season | Champion                              |
| ------ | ------------------------------------- |
| 2009   | Mina Las Bambas                       |
| 2010   | Mina Las Bambas                       |
| 2011   | Mina Las Bambas                       |
| 2012   | Alianza Coyllor                       |
| 2013   | Cultural Los Charkas                  |
| 2014   | Mina Las Bambas                       |
| 2015   | Defensor Charkas                      |
| 2016   | Mina las Bambas                       |
| 2017   | Mina Las Bambas                       |
| 2018   | Atigrados de Huanca                   |
| 2019   | Atlético Fuerabamba                   |
| 2020   | Canceled due to the COVID-19 pandemic |
| 2021   | Canceled due to the COVID-19 pandemic |
| 2022   | Virgen del Carmen (Ccochapata)        |
| 2023   | FC Municipal Challhuahuacho           |
| 2024   |                                       |

### Liga Provincial de Chincheros(Cusco Province)
| Season | Champion                              |
| ------ | ------------------------------------- |
| 2009   | Deportivo Municipal (Uripa)           |
| 2010   | Deportivo Municipal (Uripa)           |
| 2011   | Deportivo Municipal (Challhuani)      |
| 2012   | Tecnológico                           |
| 2013   | Tecnológico                           |
| 2014   | Cooperativa Vincosur                  |
| 2015   | Deportivo Municipal (Challhuani)      |
| 2016   | Virgen del Carmen (Ocobamba)          |
| 2017   | Santiago Apóstol                      |
| 2018   | Deportivo Municipal (Challhuani)      |
| 2019   | Ocobamba FC                           |
| 2020   | Canceled due to the COVID-19 pandemic |
| 2021   | Canceled due to the COVID-19 pandemic |
| 2022   | Florida                               |
| 2023   | Deportivo Municipal (Miraflores)      |
| 2024   |                                       |

### Liga Provincial de Grau
| Season | Champion                              |
| ------ | ------------------------------------- |
| 2009   | Deportivo Municipal (Chuquibambilla)  |
| 2010   | Deportivo Municipal (Chuquibambilla)  |
| 2011   | Deportivo Municipal (Chuquibambilla)  |
| 2012   | Deportivo Municipal (Curpahuasi)      |
| 2013   | Huanacopampa                          |
| 2014   | Barrio Bajo                           |
| 2015   | Deportivo Municipal (Chuquibambilla)  |
| 2016   | Deportivo Aviación                    |
| 2017   | San Nicolás de Tolentino              |
| 2018   | Malmanya de Hahuanhuire               |
| 2019   | Dakar Internacional                   |
| 2020   | Canceled due to the COVID-19 pandemic |
| 2021   | Canceled due to the COVID-19 pandemic |
| 2022   | Record Sulfubamba                     |
| 2023   | Deportivo Municipal (Grau)            |
| 2024   |                                       |

## Arequipa

### Liga Provincial de Arequipa
| Season | Champion                              |
| ------ | ------------------------------------- |
| 2000   | Atlético Universidad                  |
| 2001   | Atlético Universidad                  |
| 2002   | Atlético Universidad                  |
| 2003   | Sportivo Huracán                      |
| 2009   | Saetas de Oro                         |
| 2010   | Max Uhle                              |
| 2011   | Saetas de Oro                         |
| 2012   | Defensor El Carmen                    |
| 2013   | Saetas de Oro                         |
| 2014   | Juventus Melgar                       |
| 2015   | Sportivo Huracán                      |
| 2016   | Binacional                            |
| 2017   | Cerrito Los Libres                    |
| 2018   | Sportivo Huracán                      |
| 2019   | Atlético Universidad                  |
| 2020   | Canceled due to the COVID-19 pandemic |
| 2021   | Canceled due to the COVID-19 pandemic |
| 2022   | Sporting Cristal (Uchumayo)           |
| 2023   | Sportivo Huracán                      |
| 2024   |                                       |

### Liga Provincial de Camaná
| Season | Champion                              |
| ------ | ------------------------------------- |
| 1996   | Deportivo Camaná                      |
| 2001   | Deportivo Camaná                      |
| 2003   | Deportivo Camaná                      |
| 2009   | Deportivo Estrella                    |
| 2010   | Unión Buenos Aires                    |
| 2011   | Deportivo Esperanza                   |
| 2012   | José Granda                           |
| 2013   | Unión Huarangal                       |
| 2014   | Unión Huarangal                       |
| 2015   | Unión Huarangal                       |
| 2016   | San Jacinto                           |
| 2017   | Unión Huacapuy                        |
| 2018   | Unión Buenos Aires                    |
| 2019   | San Jacinto                           |
| 2020   | Canceled due to the COVID-19 pandemic |
| 2021   | Canceled due to the COVID-19 pandemic |
| 2022   | San Jacinto                           |
| 2023   | José Granda                           |
| 2024   |                                       |

### Liga Provincial de Caravelí
| Season | Champion                              |
| ------ | ------------------------------------- |
| 2009   | Cultural Panamericana                 |
| 2010   | San Pedro                             |
| 2011   | Centro Bella Unión                    |
| 2012   | Unión Marítimo                        |
| 2013   | Juventud San Pedro                    |
| 2014   | Los Chinitos                          |
| 2015   | Juventud San Pedro                    |
| 2016   | Los Chinitos                          |
| 2017   | Los Chinitos                          |
| 2018   | Juventud Chala                        |
| 2019   | Jorge Chavez                          |
| 2020   | Canceled due to the COVID-19 pandemic |
| 2021   | Canceled due to the COVID-19 pandemic |
| 2022   | Jorge Chavez                          |
| 2023   | Viargoca                              |
| 2024   |                                       |

### Liga Provincial de Castilla
| Season | Champion                              |
| ------ | ------------------------------------- |
| 2000   | Unión Minas de Orcopampa              |
| 2001   | Unión Minas de Orcopampa              |
| 2002   | Unión Minas de Orcopampa              |
| 2003   | Unión Minas de Orcopampa              |
| 2008   | Unión Minas de Orcopampa              |
| 2009   | Sport Perú                            |
| 2010   | Escuela Municipal                     |
| 2011   | Social Corire                         |
| 2012   | Alianza Metalúrgica                   |
| 2013   | Unión Minas de Orcopampa              |
| 2014   | Social Corire                         |
| 2015   | Social Corire                         |
| 2016   | Social Corire                         |
| 2017   | Social Corire                         |
| 2018   | Social Corire                         |
| 2019   | Deportivo Orcopampa                   |
| 2020   | Canceled due to the COVID-19 pandemic |
| 2021   | Canceled due to the COVID-19 pandemic |
| 2022   | Rocket Boys                           |
| 2023   | Independiente La Real                 |
| 2024   |                                       |

### Liga Provincial de Caylloma
| Season | Champion                              |
| ------ | ------------------------------------- |
| 2002   | Juventus Corazón                      |
| 2003   | Juventus Corazón                      |
| 2009   | Unión Comerciantes                    |
| 2010   | Unión Comerciantes                    |
| 2011   | Pulpera                               |
| 2012   | Sportivo Cariocos                     |
| 2013   | Sportivo Cariocos                     |
| 2014   | Sportivo Cariocos                     |
| 2015   | La Colina                             |
| 2016   | Juventus Corazón                      |
| 2017   | Internacional Majes                   |
| 2018   | Social Andino                         |
| 2019   | Futuro Majes                          |
| 2020   | Canceled due to the COVID-19 pandemic |
| 2021   | Canceled due to the COVID-19 pandemic |
| 2022   | Juventus Corazón                      |
| 2023   | Real Pionero                          |
| 2024   |                                       |

### Liga Provincial de Condesuyos
| Season | Champion                              |
| ------ | ------------------------------------- |
| 2009   | Minero Charco                         |
| 2010   | Juventus                              |
| 2011   | Atlanta Carmen Alto                   |
| 2012   | Juvenil Arequipa                      |
| 2013   | San Juan de Chorunga                  |
| 2014   | Virgen de las Nieves                  |
| 2015   | Atlanta Carmen Alto                   |
| 2016   | Fuerza Minera                         |
| 2017   | Minero Charco                         |
| 2018   | Virgen de las Nieves                  |
| 2019   | Ampliación Copacabana                 |
| 2020   | Canceled due to the COVID-19 pandemic |
| 2021   | Canceled due to the COVID-19 pandemic |
| 2022   | San Juan de Chorunga                  |
| 2023   | Juventud Apacroya                     |
| 2024   |                                       |

### Liga Provincial de Islay
| Season | Champion                              |
| ------ | ------------------------------------- |
| 1987   | Deportivo Colón                       |
| 1991   | Inclán Sport                          |
| 1999   | Inclán Sport                          |
| 2000   | Inclán Sport                          |
| 2009   | Deportivo Islay                       |
| 2010   | Francisco Bolognesi                   |
| 2011   | Inclán Sport                          |
| 2012   | Atlético Mollendo                     |
| 2013   | Alfonso Ugarte                        |
| 2014   | Atlético Mollendo                     |
| 2015   | Atlético Mollendo                     |
| 2016   | Atlético Mollendo                     |
| 2017   | Sport Boys                            |
| 2018   | Sport Boys                            |
| 2019   | Nacional                              |
| 2020   | Canceled due to the COVID-19 pandemic |
| 2021   | Canceled due to the COVID-19 pandemic |
| 2022   | Nacional                              |
| 2023   | Deportivo Colón                       |
| 2024   |                                       |

## Ayacucho

### Liga Provincial del Huanta
| Season | Champion                              |
| ------ | ------------------------------------- |
| 2011   | Cultural Huracán                      |
| 2012   | Deportivo Municipal (Santillana)      |
| 2013   | Deportivo Municipal (Santillana)      |
| 2014   | Player Villafuerte                    |
| 2015   | Player Villafuerte                    |
| 2016   | Sport Huanta                          |
| 2017   | Player Villafuerte                    |
| 2018   | Sport Huanta                          |
| 2019   | Player Villafuerte                    |
| 2020   | Canceled due to the COVID-19 pandemic |
| 2021   | Canceled due to the COVID-19 pandemic |
| 2022   | Cultural Huracán                      |
| 2023   | Player Villafuerte                    |
| 2024   |                                       |

### Liga Provincial del Huamanga
| Season | Champion                              |
| ------ | ------------------------------------- |
| 2009   | Defensor Huamanguilla                 |
| 2010   | Defensor Acosvinchos                  |
| 2011   | Sport Huracán                         |
| 2012   | Juventud Gloria-CACFMA                |
| 2013   | Percy Berrocal                        |
| 2014   | San Cristóbal de Casaorcco            |
| 2015   | Percy Berrocal                        |
| 2016   | Roca Deportes                         |
| 2017   | San Pedro de Mosoccallpa              |
| 2018   | San Cristóbal de Casaorcco            |
| 2019   | UNSCH                                 |
| 2020   | Canceled due to the COVID-19 pandemic |
| 2021   | Canceled due to the COVID-19 pandemic |
| 2022   | Sport Cáceres                         |
| 2023   | Sport Cáceres                         |
| 2024   |                                       |

## Cajamarca

### Liga Provincial del Cajamarca
| Season | Champion                              |
| ------ | ------------------------------------- |
| 2009   | Universidad Alas Peruanas             |
| 2010   | Sport Universitario                   |
| 2011   | Cruzeiro Porcón                       |
| 2012   | Juvenil UTC                           |
| 2013   | Juvenil UTC                           |
| 2014   | Juvenil UTC                           |
| 2015   | Juvenil UTC                           |
| 2016   | Real JL                               |
| 2017   | Real JL                               |
| 2018   | Real JL                               |
| 2019   | Real JJ                               |
| 2020   | Canceled due to the COVID-19 pandemic |
| 2021   | Canceled due to the COVID-19 pandemic |
| 2022   | Juvenil UTC                           |
| 2023   | FC Cajamarca                          |
| 2024   |                                       |

### Liga Provincial del Cutervo
| Season | Champion                              |
| ------ | ------------------------------------- |
| 2008   | Comerciantes Unidos                   |
| 2009   | Carniche                              |
| 2010   | Carniche                              |
| 2011   | Alianza Cutervo                       |
| 2012   | Alianza Cutervo                       |
| 2013   | Comerciantes Unidos                   |
| 2014   | Los Inseparables                      |
| 2015   | Alianza Cutervo                       |
| 2016   | Deportivo Rodeopampa                  |
| 2017   | Los Inseparables                      |
| 2018   | Estudiantes Casanovistas              |
| 2019   | Estudiantes Casanovistas              |
| 2020   | Canceled due to the COVID-19 pandemic |
| 2021   | Canceled due to the COVID-19 pandemic |
| 2022   | Nuevo Tiempo                          |
| 2023   | Nuevo Tiempo                          |
| 2024   |                                       |

### Liga Provincial del Hualgayoc
| Season | Champion                              |
| ------ | ------------------------------------- |
| 2013   | Sport Boys                            |
| 2014   | Volante                               |
| 2015   | Deportivo Hualgayoc                   |
| 2016   | Deportivo Hualgayoc                   |
| 2017   | Libertador Frutillo                   |
| 2018   | Volante                               |
| 2019   | Volante                               |
| 2020   | Canceled due to the COVID-19 pandemic |
| 2021   | Canceled due to the COVID-19 pandemic |
| 2022   | Volante                               |
| 2023   | Volante                               |
| 2024   |                                       |

### Liga Provincial del Jaén
| Season | Champion                              |
| ------ | ------------------------------------- |
| 2009   | Morro Solar                           |
| 2010   | Sangre del Pueblo                     |
| 2011   | Deportivo Municipal (Chontalí)        |
| 2012   | Bellavista                            |
| 2013   | Academia Municipal                    |
| 2014   | ADA                                   |
| 2015   | UDCH                                  |
| 2016   | Sangre del Pueblo                     |
| 2017   | ADA                                   |
| 2018   | ADA                                   |
| 2019   | ADA                                   |
| 2020   | Canceled due to the COVID-19 pandemic |
| 2021   | Canceled due to the COVID-19 pandemic |
| 2022   | UDCH                                  |
| 2023   | Señor Cautivo                         |
| 2024   |                                       |

## Cusco

### Liga Provincial de Anta
| Season | Champion                              |
| ------ | ------------------------------------- |
| 2012   | Defensor Limatambo                    |
| 2013   | Fedical Limatambo                     |
| 2014   | Santa Ana de Chacán                   |
| 2015   | Defensor Zurite                       |
| 2016   | Juventus Mollepata                    |
| 2017   | San Cristóbal de Rahuanqui            |
| 2018   | Deportivo Municipal                   |
| 2019   | Audaces de Pucyura                    |
| 2020   | Canceled due to the COVID-19 pandemic |
| 2021   | Canceled due to the COVID-19 pandemic |
| 2022   | Real José María Arguedas              |
| 2023   | San Cristóbal de Rahuanqui            |
| 2024   |                                       |

### Liga Provincial de Calca
| Season | Champion                              |
| ------ | ------------------------------------- |
| 2012   | Estudiantes Agropecuario              |
| 2013   | Humberto Luna                         |
| 2014   | Señor de Huanca                       |
| 2015   | AJI                                   |
| 2016   | AJI                                   |
| 2017   | Defensor Yanatile                     |
| 2018   | Deportivo Robles                      |
| 2019   | AJI                                   |
| 2020   | Canceled due to the COVID-19 pandemic |
| 2021   | Canceled due to the COVID-19 pandemic |
| 2022   | AJI                                   |
| 2023   | AJI                                   |
| 2024   |                                       |

### Liga Provincial del Cusco
| Season | Champion                              |
| ------ | ------------------------------------- |
| 2007   | Deportivo Garcilaso                   |
| 2008   | Deportivo Garcilaso                   |
| 2009   | Deportivo Garcilaso                   |
| 2010   | Real Garcilaso                        |
| 2011   | Deportivo Garcilaso                   |
| 2012   | Deportivo Garcilaso                   |
| 2013   | Cienciano Junior                      |
| 2014   | Deportivo Garcilaso                   |
| 2015   | Cienciano Junior                      |
| 2016   | Deportivo Garcilaso                   |
| 2017   | Universidad Andina                    |
| 2018   | Deportivo Garcilaso                   |
| 2019   | Deportivo Garcilaso                   |
| 2020   | Canceled due to the COVID-19 pandemic |
| 2021   | Canceled due to the COVID-19 pandemic |
| 2022   | Deportivo Garcilaso                   |
| 2023   | Pluma de Oro                          |
| 2024   |                                       |

### Liga Provincial de Espinar
| Season | Champion                              |
| ------ | ------------------------------------- |
| 2009   | Real Municipal                        |
| 2010   | Real Municipal                        |
| 2011   | Real Municipal                        |
| 2012   | Real Municipal                        |
| 2013   | Real Municipal                        |
| 2014   | Unión Alto Huarca                     |
| 2015   | Real Municipal                        |
| 2016   | Unión Alto Huarca                     |
| 2017   | Real Municipal                        |
| 2018   | Unión Alto Huarca                     |
| 2019   | Unión Alto Huarca                     |
| 2020   | Canceled due to the COVID-19 pandemic |
| 2021   | Canceled due to the COVID-19 pandemic |
| 2022   | Defensor Cubillas                     |
| 2023   | Defensor Cubillas                     |
| 2024   |                                       |

## Huancavelica

### Liga Provincial de Acobamba
| Season | Champion                              |
| ------ | ------------------------------------- |
| 2010   | Mariano Santos                        |
| 2011   | Deportivo Municipal (Paucará)         |
| 2012   | Cultural Cahuide                      |
| 2013   | Deportivo Municipal (Paucará)         |
| 2014   | Tucumán de Choclococha                |
| 2015   | Mariano Santos                        |
| 2016   | Defensor Mercurio                     |
| 2017   | Defensor Paucará                      |
| 2018   | Florida de Paucará                    |
| 2019   | Los Libertadores de Paucará           |
| 2020   | Canceled due to the COVID-19 pandemic |
| 2021   | Canceled due to the COVID-19 pandemic |
| 2022   | Estrella Central                      |
| 2023   | Defensor Choclococha                  |
| 2024   |                                       |

### Liga Provincial de Angaraes
| Season | Champion                              |
| ------ | ------------------------------------- |
| 2010   | Alianza Lircay                        |
| 2011   | Unión Minas de Ccochaccasa            |
| 2012   | Hidros de Tucsipampa                  |
| 2013   | Alianza Lircay                        |
| 2014   | Social Lircay                         |
| 2015   | Rosario Central                       |
| 2016   | FC Huayrapata                         |
| 2017   | FC Huayrapata                         |
| 2018   | Social Casacancha                     |
| 2019   | Deportivo Atlas                       |
| 2020   | Canceled due to the COVID-19 pandemic |
| 2021   | Canceled due to the COVID-19 pandemic |
| 2022   | Sport Anccara                         |
| 2023   | Social Lircay                         |
| 2024   |                                       |

### Liga Provincial de Huancavelica
| Season | Champion                              |
| ------ | ------------------------------------- |
| 2009   | Diablos Rojos                         |
| 2010   | Santa Rosa                            |
| 2011   | Racing FBC                            |
| 2012   | UDA                                   |
| 2013   | Racing FBC                            |
| 2014   | Racing FBC                            |
| 2015   | UDA                                   |
| 2016   | UDA                                   |
| 2017   | Diablos Rojos                         |
| 2018   | UDA                                   |
| 2019   | Unión Quichuas                        |
| 2020   | Canceled due to the COVID-19 pandemic |
| 2021   | Canceled due to the COVID-19 pandemic |
| 2022   | UNH                                   |
| 2023   | Deportivo Vianney                     |
| 2024   |                                       |

## Huánuco

### Liga Provincial de Huánuco
| Season | Champion                              |
| ------ | ------------------------------------- |
| 2009   | UNHEVAL                               |
| 2010   | UNHEVAL                               |
| 2011   | Huayucoto                             |
| 2012   | UNHEVAL                               |
| 2013   | UNHEVAL                               |
| 2014   | Sport Zona Cero                       |
| 2015   | Cultural Tarapacá                     |
| 2016   | Cultural Tarapacá                     |
| 2017   | UNHEVAL                               |
| 2018   | Alianza Universidad                   |
| 2019   | Miguel Grau UDH                       |
| 2020   | Canceled due to the COVID-19 pandemic |
| 2021   | Canceled due to the COVID-19 pandemic |
| 2022   | Independiente San Luis                |
| 2023   | Independiente Huachog                 |
| 2024   |                                       |

### Liga Provincial de Tocache
| Season | Champion                              |
| ------ | ------------------------------------- |
| 2013   | Santa Lucía de Uchiza                 |
| 2014   | Juventud La Palma                     |
| 2015   | Sport Boys Tocache                    |
| 2016   | Santo Domingo de Guzmán               |
| 2017   | Santa Lucía de Uchiza                 |
| 2018   | Juventud La Palma                     |
| 2019   | Santa Lucía de Uchiza                 |
| 2020   | Canceled due to the COVID-19 pandemic |
| 2021   | Canceled due to the COVID-19 pandemic |
| 2022   | Luis Cruzado                          |
| 2023   | Juventud La Palma                     |
| 2024   |                                       |

## Ica

### Liga Provincial de Chincha
| Season | Champion                              |
| ------ | ------------------------------------- |
| 2007   | Juventud Miraflores                   |
| 2008   | Unión San Martín                      |
| 2009   | Juventud Media Luna                   |
| 2010   | Mayta Cápac                           |
| 2011   | Juventud Palmeiras                    |
| 2012   | Mayta Cápac                           |
| 2013   | Los Bombones                          |
| 2014   | Once Amigos                           |
| 2015   | Parada de los Amigos                  |
| 2016   | Unión La Calera                       |
| 2017   | Parada de los Amigos                  |
| 2018   | La Palma                              |
| 2019   | AJEC                                  |
| 2020   | Canceled due to the COVID-19 pandemic |
| 2021   | Canceled due to the COVID-19 pandemic |
| 2022   | Cruz del Rosario                      |
| 2023   | Amigos de San Luis                    |
| 2024   |                                       |

### Liga Provincial de Ica
| Season | Champion                              |
| ------ | ------------------------------------- |
| 2008   | Sport Victoria                        |
| 2009   | Barcelona de Parcona                  |
| 2010   | Sport Victoria                        |
| 2011   | Unión Estudiantes                     |
| 2012   | Octavio Espinosa                      |
| 2013   | Octavio Espinosa                      |
| 2014   | Unión Estudiantes                     |
| 2015   | Juventud Barrio Nuevo                 |
| 2016   | Carlos Orellana                       |
| 2017   | Juventud Barrio Nuevo                 |
| 2018   | Barcelona de Parcona                  |
| 2019   | Octavio Espinosa                      |
| 2020   | Canceled due to the COVID-19 pandemic |
| 2021   | Canceled due to the COVID-19 pandemic |
| 2022   | 18 de Febrero                         |
| 2023   | 18 de Febrero                         |
| 2024   |                                       |

### Liga Provincial de Nasca
| Season | Champion                              |
| ------ | ------------------------------------- |
| 2009   | Defensor Zarumilla                    |
| 2010   | Defensor Zarumilla                    |
| 2011   | Defensor Zarumilla                    |
| 2012   | Defensor Mayta Cápac                  |
| 2013   | José Olaya                            |
| 2014   | Defensor Zarumilla                    |
| 2015   | Juventud Santa Fe                     |
| 2016   | Defensor Zarumilla                    |
| 2017   | Independiente Cantayo                 |
| 2018   | Santos                                |
| 2019   | Defensor Mina                         |
| 2020   | Canceled due to the COVID-19 pandemic |
| 2021   | Canceled due to the COVID-19 pandemic |
| 2022   | San Pedro                             |
| 2023   | José Olaya                            |
| 2024   |                                       |

### Liga Provincial de Lucanas - Parinacochas(Ayacucho Province)
| Season | Champion                              |
| ------ | ------------------------------------- |
| 2009   | José María Arguedas                   |
| 2010   | ISP Filiberto García                  |
| 2011   | Social Buena Vista                    |
| 2012   | ISP Filiberto García                  |
| 2013   | ISP Filiberto García                  |
| 2014   | Unión Progresista                     |
| 2015   | Lolo Fernández                        |
| 2016   | Deportivo Santa Ana                   |
| 2017   | Juventud Progresista                  |
| 2018   | Juventud Progresista                  |
| 2019   | Atlético Cantolao                     |
| 2020   | Canceled due to the COVID-19 pandemic |
| 2021   | Canceled due to the COVID-19 pandemic |
| 2022   | Lolo Fernández                        |
| 2023   | Lolo Fernández                        |
| 2024   |                                       |

### Liga Provincial de Palpa
| Season | Champion                              |
| ------ | ------------------------------------- |
| 2009   | América de Palpa                      |
| 2010   | Alfonso Ugarte                        |
| 2011   | América de Palpa                      |
| 2012   | América de Palpa                      |
| 2013   | Deportivo Garcilaso                   |
| 2014   | América de Palpa                      |
| 2015   | América de Palpa                      |
| 2016   | América de Palpa                      |
| 2017   | América de Palpa                      |
| 2018   | América de Palpa                      |
| 2019   | Juventud Aurora                       |
| 2020   | Canceled due to the COVID-19 pandemic |
| 2021   | Canceled due to the COVID-19 pandemic |
| 2022   | Real Miraflores                       |
| 2023   | América de Palpa                      |
| 2024   |                                       |

### Liga Provincial de Pisco
| Season | Champion                              |
| ------ | ------------------------------------- |
| 2005   | Alianza Pisco                         |
| 2007   | Alianza Pisco                         |
| 2008   | Unión San Martín                      |
| 2009   | Alianza Pisco                         |
| 2010   | Joe Gutiérrez                         |
| 2011   | Alianza Pisco                         |
| 2012   | Casalla Junior                        |
| 2013   | Defensor San Tadeo                    |
| 2014   | José Olaya                            |
| 2015   | Deportivo Villa Rica                  |
| 2016   | Universitario                         |
| 2017   | Unión San Martín                      |
| 2018   | Sport San Clemente                    |
| 2019   | Las Américas                          |
| 2020   | Canceled due to the COVID-19 pandemic |
| 2021   | Canceled due to the COVID-19 pandemic |
| 2022   | Los Libertadores                      |
| 2023   | Alianza Pisco                         |
| 2024   |                                       |

## Junín

### Liga Provincial de Huancayo
| Season | Champion                              |
| ------ | ------------------------------------- |
| 2009   | Sporting Chilca                       |
| 2010   | Centro Unión Chupuro                  |
| 2011   | Mariscal Sucre                        |
| 2012   | Santa Rosa de Huancán                 |
| 2013   | CESA                                  |
| 2014   | Santa Rosa PNP                        |
| 2015   | Santa Rosa PNP                        |
| 2016   | Santa Rosa PNP                        |
| 2017   | Escuela JTR                           |
| 2018   | Escuela JTR                           |
| 2019   | CESA                                  |
| 2020   | Canceled due to the COVID-19 pandemic |
| 2021   | Canceled due to the COVID-19 pandemic |
| 2022   | AFAR Shalom                           |
| 2023   | Estrella Central                      |
| 2024   |                                       |

### Liga Provincial de Satipo
| Season | Champion                              |
| ------ | ------------------------------------- |
| 2009   | Alipio Ponce                          |
| 2010   | Alipio Ponce                          |
| 2011   | Alipio Ponce                          |
| 2012   | Alipio Ponce                          |
| 2013   | Alipio Ponce                          |
| 2014   | Alipio Ponce                          |
| 2015   | Alipio Ponce                          |
| 2016   | Alipio Ponce                          |
| 2017   | Alipio Ponce                          |
| 2018   | Alipio Ponce                          |
| 2019   | Alipio Ponce                          |
| 2020   | Canceled due to the COVID-19 pandemic |
| 2021   | Canceled due to the COVID-19 pandemic |
| 2022   | Alipio Ponce                          |
| 2023   | Deportivo Municipal (Mazamari)        |
| 2024   |                                       |

### Liga Provincial de Tarma
| Season | Champion                              |
| ------ | ------------------------------------- |
| 2007   | ADT                                   |
| 2008   | Sport Dos de Mayo                     |
| 2009   | Unión Juventud Carhuacatac            |
| 2010   | Sport Dos de Mayo                     |
| 2011   | Unión Juventud Carhuacatac            |
| 2012   | Cultural Vicentina                    |
| 2013   | Unión Juventud Carhuacátac            |
| 2014   | ADT                                   |
| 2015   | ADT                                   |
| 2016   | Sport Dos de Mayo                     |
| 2017   | ADT                                   |
| 2018   | Sport Dos de Mayo                     |
| 2019   | ADT                                   |
| 2020   | Canceled due to the COVID-19 pandemic |
| 2021   | Canceled due to the COVID-19 pandemic |
| 2022   | Estrella de Palca                     |
| 2023   | Sport Dos de Mayo                     |
| 2024   |                                       |

## La Libertad

### Liga Provincial de Ascope
| Season | Champion                              |
| ------ | ------------------------------------- |
| 2012   | Sporting Tabaco                       |
| 2013   | Unión Chiquitoy                       |
| 2014   | Sporting Tabaco                       |
| 2015   | Rafael Químper                        |
| 2016   | 7 de Junio                            |
| 2017   | Sporting Tabaco                       |
| 2018   | Bolognesi de Sausal                   |
| 2019   | Real Casa Grande                      |
| 2020   | Canceled due to the COVID-19 pandemic |
| 2021   | Canceled due to the COVID-19 pandemic |
| 2022   | Ángel Avilés                          |
| 2023   | Deportivo Magaru                      |
| 2024   |                                       |

### Liga Provincial de Chepén
| Season | Champion                              |
| ------ | ------------------------------------- |
| 2012   | Unión Juvenil                         |
| 2013   | Inter Molino                          |
| 2014   | Mariscal Sucre                        |
| 2015   | Mariscal Sucre                        |
| 2016   | Mariscal Sucre                        |
| 2017   | Mariscal Sucre                        |
| 2018   | San Agustín de Pueblo Nuevo           |
| 2019   | Defensor Catalina                     |
| 2020   | Canceled due to the COVID-19 pandemic |
| 2021   | Canceled due to the COVID-19 pandemic |
| 2022   | Deportivo Municipal (Pacanga)         |
| 2023   | San Vicente de Pueblo Nuevo           |
| 2024   |                                       |

### Liga Provincial de Gran Chimú
| Season | Champion                              |
| ------ | ------------------------------------- |
| 2012   | Sport Municipal                       |
| 2013   | Happy Boys                            |
| 2014   | No tournament                         |
| 2015   | No tournament                         |
| 2016   | San Gabriel                           |
| 2017   | Vasko FC                              |
| 2018   | No tournament                         |
| 2019   | Vasko FC                              |
| 2020   | Canceled due to the COVID-19 pandemic |
| 2021   | Canceled due to the COVID-19 pandemic |
| 2022   | No tournament                         |
| 2023   | No tournament                         |
| 2024   |                                       |

### Liga Provincial de Otuzco
| Season | Champion                              |
| ------ | ------------------------------------- |
| 2012   | Unión Cruz Blanca                     |
| 2013   | Unión Cruz Blanca                     |
| 2014   | Mariscal Castilla                     |
| 2015   | La Ermita                             |
| 2016   | Unión Cruz Blanca                     |
| 2017   | Ramón Castilla                        |
| 2018   | Ramón Castilla                        |
| 2019   | Unión Usquil                          |
| 2020   | Canceled due to the COVID-19 pandemic |
| 2021   | Canceled due to the COVID-19 pandemic |
| 2022   | No tournament                         |
| 2023   | No tournament                         |
| 2024   |                                       |

### Liga Provincial de Pacasmayo
| Season | Champion                              |
| ------ | ------------------------------------- |
| 2012   | Alianza Guadalupe                     |
| 2013   | Torbellino                            |
| 2014   | Sport Chavelines                      |
| 2015   | Torbellino                            |
| 2016   | Sport Chavelines                      |
| 2017   | Defensor Calera                       |
| 2018   | Juventud Progresista                  |
| 2019   | Sport Chavelines                      |
| 2020   | Canceled due to the COVID-19 pandemic |
| 2021   | Canceled due to the COVID-19 pandemic |
| 2022   | Real Alianza                          |
| 2023   | Atlético Verdún                       |
| 2024   |                                       |

### Liga Provincial de Pataz
| Season | Champion                              |
| ------ | ------------------------------------- |
| 2012   | Deportivo Marsa                       |
| 2013   | Deportivo Llacuabamba                 |
| 2014   | Defensor Tayabamba                    |
| 2015   | Deportivo Llacuabamba                 |
| 2016   | San Pedro                             |
| 2017   | No tournament                         |
| 2018   | No tournament                         |
| 2019   | Deportivo Llacuabamba                 |
| 2020   | Canceled due to the COVID-19 pandemic |
| 2021   | Canceled due to the COVID-19 pandemic |
| 2022   | Unión Pataz                           |
| 2023   | Unión Pataz                           |
| 2024   |                                       |

### Liga Provincial de Santiago de Chuco
| Season | Champion                              |
| ------ | ------------------------------------- |
| 2012   | Deportivo Municipal                   |
| 2013   | Deportivo Municipal                   |
| 2014   | Deportivo Municipal                   |
| 2015   | Ciclón Santiaguino                    |
| 2016   | San José                              |
| 2017   | Ciclón Santiaguino                    |
| 2018   | Ciclón Santiaguino                    |
| 2019   | Ciclón Santiaguino                    |
| 2020   | Canceled due to the COVID-19 pandemic |
| 2021   | Canceled due to the COVID-19 pandemic |
| 2022   | Ciclón Santiaguino                    |
| 2023   | No tournament                         |
| 2024   |                                       |

### Liga Provincial de Sánchez Carrión
| Stagione | Vincitore                             |
| -------- | ------------------------------------- |
| 2006     | Racing                                |
| 2008     | Racing                                |
| 2009     | Alianza Huamachuco                    |
| 2010     | Miguel Grau                           |
| 2011     | Miguel Grau                           |
| 2012     | Defensor Torino                       |
| 2013     | Deportivo Municipal                   |
| 2014     | Deportivo Municipal                   |
| 2015     | Racing                                |
| 2016     | Juventus Huamachuco                   |
| 2017     | Miguel Grau                           |
| 2018     | Racing                                |
| 2019     | Real Sociedad                         |
| 2020     | Canceled due to the COVID-19 pandemic |
| 2021     | Canceled due to the COVID-19 pandemic |
| 2022     | Racing                                |
| 2023     | Unión Huamachuco                      |
| 2024     |                                       |

### Liga Provincial de Trujillo
| Season | Champion                              |
| ------ | ------------------------------------- |
| 2008   | Carlos A. Mannucci                    |
| 2009   | Universitario de Trujillo             |
| 2010   | Sport Vallejo                         |
| 2011   | Universitario de Trujillo             |
| 2012   | Juventud Bellavista                   |
| 2013   | Universitario UPAO                    |
| 2014   | Universitario UPAO                    |
| 2015   | Carlos Tenaud                         |
| 2016   | Defensor Porvenir                     |
| 2017   | Alfonso Ugarte de Chiclín             |
| 2018   | Atlético Medellín                     |
| 2019   | Ases del Barrio                       |
| 2020   | Canceled due to the COVID-19 pandemic |
| 2021   | Canceled due to the COVID-19 pandemic |
| 2022   | Training Gol                          |
| 2023   | Alfonso Ugarte de Chiclín             |
| 2024   |                                       |

### Liga Provincial de Virú
| Season | Champion                              |
| ------ | ------------------------------------- |
| 2007   | El Inca                               |
| 2008   | El Inca                               |
| 2009   | El Inca                               |
| 2010   | 6 de Septiembre                       |
| 2011   | El Inca                               |
| 2012   | Unión Viru                            |
| 2013   | Universitario Guadalupito             |
| 2014   | El Inca                               |
| 2015   | Juventud Chao                         |
| 2016   | El Inca                               |
| 2017   | El Inca                               |
| 2018   | El Inca                               |
| 2019   | El Inca                               |
| 2020   | Canceled due to the COVID-19 pandemic |
| 2021   | Canceled due to the COVID-19 pandemic |
| 2022   | No tournament                         |
| 2023   | El Inca                               |
| 2024   | El Inca                               |

## Lambayeque

### Liga Provincial de Chiclayo
| Season | Champion                              |
| ------ | ------------------------------------- |
| 2009   | Unión Tumán                           |
| 2010   | Rayos-X Medicina                      |
| 2011   | Flamengo                              |
| 2012   | Willy Serrato                         |
| 2013   | La Nueva Alianza                      |
| 2014   | Alianza Vista Alegre                  |
| 2015   | Construcción Civil                    |
| 2016   | Pirata                                |
| 2017   | Juan Aurich (Chongoyape)              |
| 2018   | Carlos Stein                          |
| 2019   | Carlos Stein                          |
| 2020   | Canceled due to the COVID-19 pandemic |
| 2021   | Canceled due to the COVID-19 pandemic |
| 2022   | Boca Juniors                          |
| 2023   | Deportivo Lute                        |
| 2024   |                                       |

### Liga Provincial de Ferreñafe
| Season | Champion                              |
| ------ | ------------------------------------- |
| 2008   | Juan Aurich Pastor                    |
| 2009   | Amigos de la Policía                  |
| 2010   | Divino Niño del Milagro               |
| 2011   | Simón Bolívar                         |
| 2012   | Juventud Melgar                       |
| 2013   | Augusto B. Leguía                     |
| 2014   | Augusto B. Leguía                     |
| 2015   | Estrella Roja                         |
| 2016   | Manuel Casimiro Chumán                |
| 2017   | Juan Aurich Pastor                    |
| 2018   | Manuel Casimiro Chumán                |
| 2019   | Manuel Casimiro Chumán                |
| 2020   | Canceled due to the COVID-19 pandemic |
| 2021   | Canceled due to the COVID-19 pandemic |
| 2022   | Estrella Roja                         |
| 2023   | Manuel Gonzáles Prada                 |
| 2024   |                                       |

### Liga Provincial de Lambayeque
| Season | Champion                              |
| ------ | ------------------------------------- |
| 2008   | Defensor Pueblo Nuevo                 |
| 2009   | Cruz de Chalpón                       |
| 2010   | Juventud La Joya                      |
| 2011   | Cruz de Chalpón                       |
| 2012   | Cruz de Chalpón                       |
| 2013   | Virgen del Carmen                     |
| 2014   | Atlético Bolognesi                    |
| 2015   | Defensor Jayanca                      |
| 2016   | Sport Chorrillos                      |
| 2017   | Vasco de Gama                         |
| 2018   | Santo Domingo                         |
| 2019   | JJ Arquitectura                       |
| 2020   | Canceled due to the COVID-19 pandemic |
| 2021   | Canceled due to the COVID-19 pandemic |
| 2022   | Juventud La Joya                      |
| 2023   | Toribia Castro                        |
| 2024   |                                       |

## Lima

### Liga Provincial de Lima(Interligas de Lima)
| Ed.             | Season | Champion                              |
| --------------- | ------ | ------------------------------------- |
| Template:Center | 1974   | Compañía Peruana de Teléfonos         |
| Template:Center | 1975   | Aurora Miraflores                     |
| Template:Center | 1976   | Universidad Federico Villareal        |
| Template:Center | 1977   | Universidad Federico Villareal        |
| Template:Center | 1978   | Deportivo Bancoper                    |
| Template:Center | 1979   | Papelera Atlas                        |
| Template:Center | 1980   | Unión Gonzales Prada                  |
| Template:Center | 1981   | Barcelona                             |
| Template:Center | 1982   | Unión Gonzales Prada                  |
| Template:Center | 1983   | Barcelona                             |
| Template:Center | 1984   | ETE                                   |
| Template:Center | 1985   | Guardia Republicana                   |
| Template:Center | 1986   | Ingenio Puente Piedra                 |
| Template:Center | 1987   | Defensor Rímac                        |
| Template:Center | 1988   | Enrique Lau Chun Defensor Kiwi        |
| Template:Center | 1989   | Mercado Mayorista                     |
| Template:Center | 1990   | Cosmos 2000                           |
| Template:Center | 1991   | Alcides Vigo                          |
| Template:Center | 1992   | América Cochahuayco                   |
| Template:Center | 1993   | Mixto Estudiantil                     |
| Template:Center | 1994   | Sport Agustino                        |
| Template:Center | 1995   | Virgen de Chapi                       |
| Template:Center | 1996   | AELU                                  |
| Template:Center | 1997   | Virgen de Chapi                       |
| Template:Center | 1998   | Deportivo Seman FAP                   |
| Template:Center | 1999   | Olímpico San Luis                     |
| Template:Center | 2000   | Universidad San Marcos                |
| Template:Center | 2001   | Defensor Villa del Mar                |
| Template:Center | 2002   | La Peña Sporting                      |
| Template:Center | 2003   | San José Joyeros                      |
| Template:Center | 2004   | América Cochahuayco                   |
| Template:Center | 2005   | Hijos de Acosvinchos                  |
| Template:Center | 2006   | Jorge Chávez                          |
| Template:Center | 2007   | Cooperativa Bolognesi                 |
| Template:Center | 2008   | Raymondi Cashapampa                   |
| Template:Center | 2009   | DIM                                   |
| Template:Center | 2010   | Cultural 13 de Enero                  |
| Template:Center | 2011   | Pacífico                              |
| Template:Center | 2012   | Deportivo Municipal                   |
| Template:Center | 2013   | DIM                                   |
| Template:Center | 2014   | Juventud América                      |
| Template:Center | 2015   | DIM                                   |
| Template:Center | 2016   | Juventud América                      |
| Template:Center | 2017   | Somos Olímpico                        |
| Template:Center | 2018   | Géminis                               |
| Template:Center | 2019   | DIM                                   |
| Template:Center | 2020   | Canceled due to the COVID-19 pandemic |
| Template:Center | 2021   | Canceled due to the COVID-19 pandemic |
| Template:Center | 2022   | Independiente San Felipe              |
| Template:Center | 2023   | AFE Cosmos International              |
| Template:Center | 2024   |                                       |

### Liga Provincial de Barranca
| Season | Champion                              |
| ------ | ------------------------------------- |
| 2008   | Unión Galpón                          |
| 2009   | AIPSA                                 |
| 2010   | AIPSA                                 |
| 2011   | Juventud Santa Ana                    |
| 2012   | Juventud Santa Ana                    |
| 2013   | AIPSA                                 |
| 2014   | Independiente Cerro Blanco            |
| 2015   | Cosmos                                |
| 2016   | AIPSA                                 |
| 2017   | Defensor San Nicolás                  |
| 2018   | Mariscal Santa Cruz                   |
| 2019   | Cosmos                                |
| 2020   | Canceled due to the COVID-19 pandemic |
| 2021   | Canceled due to the COVID-19 pandemic |
| 2022   | Unión Supe                            |
| 2023   | Nueva Generación                      |
| 2024   |                                       |

### Liga Provincial de Cañete
| Season | Champion                              |
| ------ | ------------------------------------- |
| 2006   | Independiente                         |
| 2007   | Independiente                         |
| 2008   | Matices Ciclo Club                    |
| 2009   | Independiente                         |
| 2010   | Tiburones Delfines                    |
| 2011   | San Lorenzo de Porococha              |
| 2012   | Walter Ormeño                         |
| 2013   | San Lorenzo de Porococha              |
| 2014   | Juventud América                      |
| 2015   | Juventud América                      |
| 2016   | Independiente                         |
| 2017   | San Lorenzo de Porococha              |
| 2018   | Walter Ormeño                         |
| 2019   | Walter Ormeño                         |
| 2020   | Canceled due to the COVID-19 pandemic |
| 2021   | Canceled due to the COVID-19 pandemic |
| 2022   | Walter Ormeño                         |
| 2023   | Walter Ormeño                         |
| 2024   |                                       |

### Liga Provincial de Canta
| Season | Champion                              |
| ------ | ------------------------------------- |
| 2008   | Relámpago Huanchipuquio               |
| 2009   | San Antonio                           |
| 2010   | Huracán                               |
| 2011   | Los Tres Unidos                       |
| 2012   | Huracán                               |
| 2014   | Huracán                               |
| 2015   | Los Ángeles Negros                    |
| 2016   | Juventud Chocas                       |
| 2017   | Los Ángeles Negros                    |
| 2018   | Los Ángeles Negros                    |
| 2019   | Los Ángeles Negros                    |
| 2020   | Canceled due to the COVID-19 pandemic |
| 2021   | Canceled due to the COVID-19 pandemic |
| 2022   | Sport Olivar                          |
| 2023   | Huracán                               |
| 2024   |                                       |

### Liga Provincial de Huaral
| Season | Champion                              |
| ------ | ------------------------------------- |
| 2008   | Deportivo Palpa                       |
| 2009   | Unión Huaral                          |
| 2010   | Santa Rosa La Quincha                 |
| 2011   | Unión Huaral                          |
| 2012   | Unión Huaral                          |
| 2013   | Defensor Los Tilos                    |
| 2014   | Aurora Chancayllo                     |
| 2015   | Defensor Laure Sur                    |
| 2016   | Juventud 2001 Chancayllo              |
| 2017   | Juventud 2001 Chancayllo              |
| 2018   | Defensor Laure Sur                    |
| 2019   | Paz Soldán                            |
| 2020   | Canceled due to the COVID-19 pandemic |
| 2021   | Canceled due to the COVID-19 pandemic |
| 2022   | Paz Soldán                            |
| 2023   | Sport Santa Rosa                      |
| 2024   |                                       |

### Liga Provincial de Huarochirí
| Season | Champion                              |
| ------ | ------------------------------------- |
| 2008   | San Juan de Lanka                     |
| 2009   | Círculo Progresista                   |
| 2010   | Unión Juventud                        |
| 2011   | River Plate                           |
| 2012   | River Plate                           |
| 2013   | River Plate                           |
| 2014   | Villa Unión                           |
| 2015   | Cumbe 2000                            |
| 2016   | Villa Unión                           |
| 2017   | Juventud Huaripache                   |
| 2018   | Villa Unión                           |
| 2019   | Juventud Huaripache                   |
| 2020   | Canceled due to the COVID-19 pandemic |
| 2021   | Canceled due to the COVID-19 pandemic |
| 2022   | San Antonio                           |
| 2023   | Atlético Tingo María                  |
| 2024   |                                       |

### Liga Provincial de Huaura
| Season | Champion                              |
| ------ | ------------------------------------- |
| 2008   | Juventud Barranco                     |
| 2009   | Unión Chorrillos                      |
| 2010   | Juventud Barranco                     |
| 2011   | Pedro Anselmo Bazalar                 |
| 2012   | Venus                                 |
| 2013   | Santa Rosa de Caldera                 |
| 2014   | Venus                                 |
| 2015   | Santa Rosa de Caldera                 |
| 2016   | Venus                                 |
| 2017   | Juventud Barranco                     |
| 2018   | Venus                                 |
| 2019   | Maristas                              |
| 2020   | Canceled due to the COVID-19 pandemic |
| 2021   | Canceled due to the COVID-19 pandemic |
| 2022   | Tito Drago                            |
| 2023   | Maristas                              |
| 2024   |                                       |

## Loreto

### Liga Provincial de Loreto
| Season | Champion                              |
| ------ | ------------------------------------- |
| 2009   | Deportivo Belén                       |
| 2010   | Deportivo Belén                       |
| 2011   | Deportivo Municipal (Parinari)        |
| 2012   | Deportivo Municipal (Nauta)           |
| 2013   | Deportivo Municipal (Nauta)           |
| 2014   | Deportivo Municipal (Nauta)           |
| 2015   | Hércules FC                           |
| 2016   | AD Zaragoza                           |
| 2017   | Hércules FC                           |
| 2018   | Defensor San Felipe                   |
| 2019   | Renacer Tecnológico                   |
| 2020   | Canceled due to the COVID-19 pandemic |
| 2021   | Canceled due to the COVID-19 pandemic |
| 2022   | Atlético Nauta                        |
| 2023   | San Felipe                            |
| 2024   |                                       |

### Liga Provincial de Maynas
| Season | Champion                              |
| ------ | ------------------------------------- |
| 2009   | Los Tigres                            |
| 2010   | Angamos Bellavista                    |
| 2011   | Los Tigres                            |
| 2012   | UNAP                                  |
| 2013   | Bolívar                               |
| 2014   | CNI                                   |
| 2015   | Bolívar                               |
| 2016   | Kola San Martín                       |
| 2017   | Estudiantil CNI                       |
| 2018   | Comerciantes                          |
| 2019   | Comerciantes                          |
| 2020   | Canceled due to the COVID-19 pandemic |
| 2021   | Canceled due to the COVID-19 pandemic |
| 2022   | Estudiantil CNI                       |
| 2023   | Estudiantil CNI                       |
| 2024   |                                       |

## Madre de Dios

### Liga Provincial de Manu
| Season | Champion                              |                                       |
| ------ | ------------------------------------- | ------------------------------------- |
| 2009   | Deportivo Cordenap                    |                                       |
| 2010   | Juventus 12 de Enero                  |                                       |
| 2011   | Transporte Pukiri                     |                                       |
| 2012   | Juventus 12 de Enero                  |                                       |
| 2013   | Not awarded                           |                                       |
| 2014   | Not awarded                           |                                       |
| 2015   | Not awarded                           |                                       |
| 2016   | Mafer de Manu                         |                                       |
| 2017   | Juventus 12 de Enero                  |                                       |
| 2018   | Juventus 12 de Enero                  |                                       |
| 2019   | JM de Huepetuhe                       |                                       |
| 2020   | Canceled due to the COVID-19 pandemic | Canceled due to the COVID-19 pandemic |
| 2021   | Canceled due to the COVID-19 pandemic | Canceled due to the COVID-19 pandemic |
| 2022   | Atlético Junior Huepetuhe             |                                       |
| 2023   | La Masía Nace                         |                                       |
| 2024   |                                       |                                       |

### Liga Provincial de Tahuamanu
| Season | Champion                              |
| ------ | ------------------------------------- |
| 2009   | Máximo Rodríguez                      |
| 2010   | Deportivo Monterrico                  |
| 2011   | Deportivo Municipal                   |
| 2012   | Deportivo Monterrico                  |
| 2013   | Deportivo Monterrico                  |
| 2014   | Deportivo Mototaxistas                |
| 2015   | Deportivo Monterrico                  |
| 2016   | Deportivo Monterrico                  |
| 2017   | Deportivo Monterrico                  |
| 2018   | La Colonia                            |
| 2019   | La Colonia                            |
| 2020   | Canceled due to the COVID-19 pandemic |
| 2021   | Canceled due to the COVID-19 pandemic |
| 2022   | Atlético Municipal Iñapari            |
| 2023   | Atlético Iberia                       |
| 2024   |                                       |

### Liga Provincial de Tambopata
| Season | Champion                              |
| ------ | ------------------------------------- |
| 2009   | MINSA                                 |
| 2010   | MINSA                                 |
| 2011   | Deportivo Maldonado                   |
| 2012   | Fray Martín de Porres                 |
| 2013   | 30 de Agosto                          |
| 2014   | MINSA                                 |
| 2015   | MINSA                                 |
| 2016   | MINSA                                 |
| 2017   | Deportivo Maldonado                   |
| 2018   | MINSA                                 |
| 2019   | Hospital Santa Rosa                   |
| 2020   | Canceled due to the COVID-19 pandemic |
| 2021   | Canceled due to the COVID-19 pandemic |
| 2022   | Athletico Maldonado                   |
| 2023   | Hospital Santa Rosa                   |
| 2024   |                                       |

## Moquegua

### Liga Provincial de General Sánchez Cerro
| Season | Champion                              |
| ------ | ------------------------------------- |
| 2009   | San Lino de Omate                     |
| 2010   | San Lino de Omate                     |
| 2011   | Juventud Unión Yanahuara              |
| 2012   | AEXA Santa Cruz                       |
| 2013   | Juventud Chucapaca                    |
| 2014   | León del Sur                          |
| 2015   | Juventud Chucapaca                    |
| 2016   | AEXA Santa Cruz                       |
| 2017   | AEXA Santa Cruz                       |
| 2018   | Villa San Juan de Lucco               |
| 2019   | León del Sur                          |
| 2020   | Canceled due to the COVID-19 pandemic |
| 2021   | Canceled due to the COVID-19 pandemic |
| 2022   | No tournament                         |
| 2023   | No tournament                         |
| 2024   |                                       |

### Liga Provincial de Ilo
| Season | Champion                              |
| ------ | ------------------------------------- |
| 2009   | Deportivo Enersur                     |
| 2010   | Mariscal Nieto                        |
| 2011   | Social EPISA                          |
| 2012   | José Galvez                           |
| 2013   | Deportivo Enersur                     |
| 2014   | Mariscal Nieto                        |
| 2015   | Deportivo Enersur                     |
| 2016   | Mariscal Nieto                        |
| 2017   | ADUCI                                 |
| 2018   | Mariscal Nieto                        |
| 2019   | Mariscal Nieto                        |
| 2020   | Canceled due to the COVID-19 pandemic |
| 2021   | Canceled due to the COVID-19 pandemic |
| 2022   | Mariscal Nieto                        |
| 2023   | Hijos del Altiplano y del Pacífico    |
| 2024   |                                       |

### Liga Provincial de Mariscal Nieto
| Season | Champion                              |
| ------ | ------------------------------------- |
| 2009   | Atlético Huracán                      |
| 2010   | Atlético Huracán                      |
| 2011   | San Simón                             |
| 2012   | San Simón                             |
| 2013   | Estudiantes Alas Peruanas             |
| 2014   | Flamengo                              |
| 2015   | Atlético Huracán                      |
| 2016   | Atlético Huracán                      |
| 2017   | Atlético Huracán                      |
| 2018   | Credicoop San Cristóbal               |
| 2019   | Juvenil Quele                         |
| 2020   | Canceled due to the COVID-19 pandemic |
| 2021   | Canceled due to the COVID-19 pandemic |
| 2022   | Academia Ticsani                      |
| 2023   | UCV Moquegua                          |
| 2024   |                                       |

## Pasco

### Liga Provincial de Daniel Alcídes Carrión
| Season | Champion                              |
| ------ | ------------------------------------- |
| 2009   | Santa Ana                             |
| 2010   | Unión Minas                           |
| 2011   | Deportivo Municipal (Yanahuanca)      |
| 2012   | Santa Ana                             |
| 2013   | Real Santiago Allauca                 |
| 2014   | Real Santiago Allauca                 |
| 2015   | Deportivo Municipal (Yanahuanca)      |
| 2016   | Deportivo Municipal (Yanahuanca)      |
| 2017   | Deportivo Municipal (Yanahuanca)      |
| 2018   | Deportivo Municipal (Yanahuanca)      |
| 2019   | Deportivo Municipal (Yanahuanca)      |
| 2020   | Canceled due to the COVID-19 pandemic |
| 2021   | Canceled due to the COVID-19 pandemic |
| 2022   | Deportivo Municipal (Yanahuanca)      |
| 2023   | Juventud Municipal                    |
| 2024   |                                       |

### Liga Provincial de Oxapampa
| Season | Champion                              |
| ------ | ------------------------------------- |
| 2009   | Unión Palomar                         |
| 2010   | UNDAC FBC                             |
| 2011   | Zona Industrial                       |
| 2012   | Zona Industrial                       |
| 2013   | Social Constitución                   |
| 2014   | Zona Industrial                       |
| 2015   | Deportivo Municipal (Oxapampa)        |
| 2016   | Deportivo Municipal (Oxapampa)        |
| 2017   | Social Constitución                   |
| 2018   | Zona Industrial                       |
| 2019   | AD Tecnológica                        |
| 2020   | Canceled due to the COVID-19 pandemic |
| 2021   | Canceled due to the COVID-19 pandemic |
| 2022   | Social Constitución                   |
| 2023   | Academia Pepe                         |
| 2024   |                                       |

### Liga Provincial de Pasco
| Season | Champion                              |
| ------ | ------------------------------------- |
| 2009   | Sport Ticlacayán                      |
| 2010   | UNDAC                                 |
| 2011   | UNDAC                                 |
| 2012   | Rancas                                |
| 2013   | Rancas                                |
| 2014   | Ecosem Pasco                          |
| 2015   | Sociedad de Tiro 28                   |
| 2016   | Sport Ticlacayán                      |
| 2017   | Milenium                              |
| 2018   | San Agustín                           |
| 2019   | Juventud Municipal                    |
| 2020   | Canceled due to the COVID-19 pandemic |
| 2021   | Canceled due to the COVID-19 pandemic |
| 2022   | Once Caldas                           |
| 2023   | Columna Pasco                         |
| 2024   |                                       |

## Piura

### Liga Provincial de Ayabaca
| Season | Champion                              |
| ------ | ------------------------------------- |
| 2009   | Sport Acubas                          |
| 2010   | Defensor Ayabaca                      |
| 2011   | Rosario Central                       |
| 2012   | Rosario Central                       |
| 2013   | Lizardo Montero                       |
| 2014   | Sport Fátima                          |
| 2015   | Not awarded                           |
| 2016   | Lizardo Montero                       |
| 2017   | Lizardo Montero                       |
| 2018   | Not awarded                           |
| 2019   | Not awarded                           |
| 2020   | Canceled due to the COVID-19 pandemic |
| 2021   | Canceled due to the COVID-19 pandemic |
| 2022   | Sport Fátima                          |
| 2023   | Sport Yanayacu                        |
| 2024   |                                       |

### Liga Provincial de Huancabamba
| Season | Champion                              |
| ------ | ------------------------------------- |
| 2009   | Alianza Villanueva                    |
| 2010   | Alianza Villanueva                    |
| 2011   | Unión La Soccha                       |
| 2012   | Deportivo Municipal (H)               |
| 2013   | Real Castilla                         |
| 2014   | San Francisco                         |
| 2015   | Ciclón del Alto                       |
| 2016   | Deportivo Municipal (H)               |
| 2017   | Alianza Villa Nueva                   |
| 2018   | Ramón Castilla                        |
| 2019   | Atlético Chalaco                      |
| 2020   | Canceled due to the COVID-19 pandemic |
| 2021   | Canceled due to the COVID-19 pandemic |
| 2022   | Ramón Castilla                        |
| 2023   | Ramón Castilla                        |
| 2024   |                                       |

### Liga Provincial de Morropón
| Season | Champion                              |
| ------ | ------------------------------------- |
| 2009   | Juan Aurich                           |
| 2010   | Defensor Monteverde                   |
| 2011   | Sport Ayacucho                        |
| 2012   | Defensor Grau                         |
| 2013   | Juan Aurich                           |
| 2014   | Asociación Comerciantes               |
| 2015   | Defensor El Ingenio                   |
| 2016   | Sport Ayacucho                        |
| 2017   | Deportivo Monteverde                  |
| 2018   | Defensor El Ingenio                   |
| 2019   | Juan Aurich                           |
| 2020   | Canceled due to the COVID-19 pandemic |
| 2021   | Canceled due to the COVID-19 pandemic |
| 2022   | Nueva Juventud                        |
| 2023   | Halcones                              |
| 2024   |                                       |

### Liga Provincial de Paita
| Season | Champion                              |
| ------ | ------------------------------------- |
| 2009   | Cultural Progreso                     |
| 2010   | Unión Deportivo Tablazo               |
| 2011   | José Olaya                            |
| 2012   | Unión Deportiva Paita                 |
| 2013   | Olger Jara                            |
| 2014   | Cultural Paita                        |
| 2015   | Cultural Paita                        |
| 2016   | Sport Estrella                        |
| 2017   | Sport Estrella                        |
| 2018   | Alfonso Ugarte                        |
| 2019   | Juan Noel                             |
| 2020   | Canceled due to the COVID-19 pandemic |
| 2021   | Canceled due to the COVID-19 pandemic |
| 2022   | Juan Noel                             |
| 2023   | Juan Noel                             |
| 2024   |                                       |

### Liga Provincial de Piura
| Season | Champion                              |
| ------ | ------------------------------------- |
| 2009   | Inca Junior                           |
| 2010   | Salesianos                            |
| 2011   | Juan de Mori                          |
| 2012   | Inca Junior                           |
| 2013   | Defensor Bolognesi                    |
| 2014   | Escuela Piuranitos                    |
| 2015   | San Antonio                           |
| 2016   | UNP                                   |
| 2017   | UNP                                   |
| 2018   | Ídolos                                |
| 2019   | Ídolos                                |
| 2020   | Canceled due to the COVID-19 pandemic |
| 2021   | Canceled due to the COVID-19 pandemic |
| 2022   | Defensor Nuevo Catacaos               |
| 2023   | Olimpia                               |
| 2024   |                                       |

### Liga Provincial de Sechura
| Season | Champion                              |
| ------ | ------------------------------------- |
| 2009   | Deportivo Municipal (Vice)            |
| 2010   | Deportivo Municipal (Vice)            |
| 2011   | José Olaya                            |
| 2012   | Rueda Dominicana                      |
| 2013   | Defensor La Bocana                    |
| 2014   | Defensor La Bocana                    |
| 2015   | UDP                                   |
| 2016   | UDP                                   |
| 2017   | UDP                                   |
| 2018   | UDP                                   |
| 2019   | Defensor La Bocana                    |
| 2020   | Canceled due to the COVID-19 pandemic |
| 2021   | Canceled due to the COVID-19 pandemic |
| 2022   | Defensor La Bocana                    |
| 2023   | Deportivo Municipal (Vice)            |
| 2024   |                                       |

### Liga Provincial de Sullana
| Season | Champion                              |
| ------ | ------------------------------------- |
| 2009   | Juventud Bellavista                   |
| 2010   | Unión Deportiva Samán                 |
| 2011   | Unión Deportivo Salitral              |
| 2012   | Sport Bellavista                      |
| 2013   | San Martín                            |
| 2014   | Sport Chorrillos                      |
| 2015   | Estrella Roja                         |
| 2016   | San Martín                            |
| 2017   | Sport Chorrillos                      |
| 2018   | Berlín                                |
| 2019   | Sport Chorrillos                      |
| 2020   | Canceled due to the COVID-19 pandemic |
| 2021   | Canceled due to the COVID-19 pandemic |
| 2022   | No tournament                         |
| 2023   | Juventud Bellavista                   |
| 2024   |                                       |

### Liga Provincial de Talara
| Season | Champion                              |
| ------ | ------------------------------------- |
| 2009   | Independiente                         |
| 2010   | Sport Nicaragua                       |
| 2011   | Atlético Torino Nueva Generación      |
| 2012   | Independiente                         |
| 2013   | Independiente                         |
| 2014   | Cristo Rey                            |
| 2015   | Sport Chorrillos (Máncora)            |
| 2016   | Independiente                         |
| 2017   | Independiente                         |
| 2018   | Asociación Torino                     |
| 2019   | Asociación Torino                     |
| 2020   | Canceled due to the COVID-19 pandemic |
| 2021   | Canceled due to the COVID-19 pandemic |
| 2022   | Sport Chorrillos                      |
| 2023   | Atlético Torino                       |
| 2024   |                                       |

## Puno

### Liga Provincial de Azángaro
| Season | Champion                              |
| ------ | ------------------------------------- |
| 2011   | Huracán San Francisco                 |
| 2012   | ADESA                                 |
| 2013   | Deportivo Municipal (Muñani)          |
| 2014   | Independiente JDC                     |
| 2015   | Atlético San Fernando                 |
| 2016   | Independiente JDC                     |
| 2017   | Defensor Rico Tacna                   |
| 2018   | UDE Los Próceres                      |
| 2019   | Atlético Municipal                    |
| 2020   | Canceled due to the COVID-19 pandemic |
| 2021   | Canceled due to the COVID-19 pandemic |
| 2022   | UDE Los Próceres                      |
| 2023   | UDE Los Próceres                      |
| 2024   |                                       |

### Liga Provincial de Carabaya
| Season | Champion                              |
| ------ | ------------------------------------- |
| 2011   | Unión Bolognesi                       |
| 2012   | Deportivo Municipal (Ajoyani)         |
| 2013   | Deportivo Municipal (Ituata)          |
| 2014   | Deportivo Municipal (Macusani)        |
| 2015   | Deportivo Municipal (Macusani)        |
| 2016   | Unión Municipal Usicayos              |
| 2017   | SIEN Carabaya                         |
| 2018   | José Macedo Mendoza                   |
| 2019   | Deportivo Municipal (Macusani)        |
| 2020   | Canceled due to the COVID-19 pandemic |
| 2021   | Canceled due to the COVID-19 pandemic |
| 2022   | Unión Progresista                     |
| 2023   | River Play                            |
| 2024   |                                       |

### Liga Provincial de Chucuito
| Season | Champion                              |                                       |
| ------ | ------------------------------------- | ------------------------------------- |
| 2011   | Hunter Boys                           |                                       |
| 2012   | Cultural Tahuantinsuyo                |                                       |
| 2013   | Binacional                            |                                       |
| 2014   | Binacional                            |                                       |
| 2015   | Binacional                            |                                       |
| 2016   | Pedro Ruiz Gallo                      |                                       |
| 2017   | Alianza Thiri                         |                                       |
| 2018   | No tournament                         |                                       |
| 2019   | No tournament                         |                                       |
| 2020   | Canceled due to the COVID-19 pandemic | Canceled due to the COVID-19 pandemic |
| 2021   | Canceled due to the COVID-19 pandemic | Canceled due to the COVID-19 pandemic |
| 2022   | No tournament                         |                                       |
| 2023   | No tournament                         |                                       |
| 2024   |                                       |                                       |

### Liga Provincial de El Collao
| Season | Champion                              |                                       |
| ------ | ------------------------------------- | ------------------------------------- |
| 2011   | Universidad Andina Ilave              |                                       |
| 2012   | Real Amistad                          |                                       |
| 2013   | Melgar Suyo                           |                                       |
| 2014   | Alianza Ilave                         |                                       |
| 2015   | San Sebatián                          |                                       |
| 2016   | Sport Munich                          |                                       |
| 2017   | Sport Collao                          |                                       |
| 2018   | Sport Collao                          |                                       |
| 2019   | No tournament                         |                                       |
| 2020   | Canceled due to the COVID-19 pandemic | Canceled due to the COVID-19 pandemic |
| 2021   | Canceled due to the COVID-19 pandemic | Canceled due to the COVID-19 pandemic |
| 2022   | No tournament                         |                                       |
| 2023   | No tournament                         |                                       |
| 2024   |                                       |                                       |

### Liga Interprovincial de Huancané - Moho
| Season | Champion       |
| ------ | -------------- |
| 2018   | Unión Platense |

### Liga Interprovincial de El Collao - Chucuito
| Season | Champion             |
| ------ | -------------------- |
| 2019   | Sport Águila de Juli |

### Liga Interprovincial de El Collao - Yunguyo
| Season | Champion      |
| ------ | ------------- |
| 2022   | San Sebastián |
| 2023   | José Gálvez   |

### Liga Provincial de Huancané
| Season | Champion                              |
| ------ | ------------------------------------- |
| 2011   | León de San Isidro                    |
| 2012   | Cultural Unión Cojata                 |
| 2013   | No tournament                         |
| 2014   | Defensor Huancané                     |
| 2015   | Defensor Huancané                     |
| 2016   | Ciclón Azangarillo                    |
| 2017   | Defensor Huancané                     |
| 2018   | No tournament                         |
| 2019   | Deportivo Municipal (Ramis Taraco)    |
| 2020   | Canceled due to the COVID-19 pandemic |
| 2021   | Canceled due to the COVID-19 pandemic |
| 2022   | FC Sacasco                            |
| 2023   | Unión Platense                        |
| 2024   |                                       |

### Liga Provincial de Lampa
| Season | Champion                              |
| ------ | ------------------------------------- |
| 2011   | Defensor Tumi Grande                  |
| 2012   | Tupac Amaru                           |
| 2013   | Antenor Escudero                      |
| 2014   | Real Miraflores                       |
| 2015   | Leal Villa                            |
| 2016   | Atlético Miraflores                   |
| 2017   | Perusia FBC                           |
| 2018   | Real Miraflores                       |
| 2019   | Sport Stronger Cabanilla              |
| 2020   | Canceled due to the COVID-19 pandemic |
| 2021   | Canceled due to the COVID-19 pandemic |
| 2022   | Ángeles de Vizcachani                 |
| 2023   | Ángeles de Vizcachani                 |
| 2024   |                                       |

### Liga Provincial de Melgar
| Season | Champion                              |
| ------ | ------------------------------------- |
| 2011   | Empresa Comunal de Macari             |
| 2012   | Deportivo Municipal (Umachiri)        |
| 2013   | Deportivo Municipal (Texas de Nuñoa)  |
| 2014   | FBC Municipal (Llalli)                |
| 2015   | FBC Municipal (Orurillo)              |
| 2016   | Deportivo Municipal (Santa Rosa)      |
| 2017   | Escuela Municipal (Ayaviri)           |
| 2018   | Escuela Municipal                     |
| 2019   | Deportivo Municipal (Santa Rosa)      |
| 2020   | Canceled due to the COVID-19 pandemic |
| 2021   | Canceled due to the COVID-19 pandemic |
| 2022   | Deportivo Municipal (Santa Rosa)      |
| 2023   | Deportivo Municipal (Texas de Nuñoa)  |
| 2024   |                                       |

### Liga Provincial de Moho
| Season | Champion                              |
| ------ | ------------------------------------- |
| 2011   | Alianza Moho                          |
| 2012   | Alianza Moho                          |
| 2013   | Alianza Moho                          |
| 2014   | Alianza Moho                          |
| 2015   | Deportivo Municipal (Moho)            |
| 2016   | Deportivo Municipal (Moho)            |
| 2017   | Deportivo Municipal (Moho)            |
| 2018   | No tournament                         |
| 2019   | No tournament                         |
| 2020   | Canceled due to the COVID-19 pandemic |
| 2021   | Canceled due to the COVID-19 pandemic |
| 2022   | No tournament                         |
| 2023   | No tournament                         |
| 2024   |                                       |

### Liga Provincial de Puno
| Season | Champion                              |
| ------ | ------------------------------------- |
| 2009   | Estudiantes Puno                      |
| 2010   | Deportivo Universitario               |
| 2011   | Estudiantes Puno                      |
| 2012   | Policial Santa Rosa                   |
| 2013   | Deportivo Universitario               |
| 2014   | Policial Santa Rosa                   |
| 2015   | Deportivo Universitario               |
| 2016   | Policial Santa Rosa                   |
| 2017   | Estudiantes Puno                      |
| 2018   | Alfonso Ugarte                        |
| 2019   | Alfonso Ugarte                        |
| 2020   | Canceled due to the COVID-19 pandemic |
| 2021   | Canceled due to the COVID-19 pandemic |
| 2022   | Deportivo Universitario               |
| 2023   | Deportivo Universitario               |
| 2024   |                                       |

### Liga Provincial de San Antonio de Putina
| Season | Champion                              |
| ------ | ------------------------------------- |
| 2011   | Los Andes de Ananea                   |
| 2012   | Deportivo Municipal (Putina)          |
| 2013   | Unión Fuerza Minera                   |
| 2014   | Unión Fuerza Minera                   |
| 2015   | Unión Fuerza Minera                   |
| 2016   | Unión Fuerza Minera                   |
| 2017   | Unión Fuerza Minera                   |
| 2018   | Unión Fuerza Minera                   |
| 2019   | Unión Fuerza Minera                   |
| 2020   | Canceled due to the COVID-19 pandemic |
| 2021   | Canceled due to the COVID-19 pandemic |
| 2022   | Unión Fuerza Minera                   |
| 2023   | Minera Los Andes                      |
| 2024   |                                       |

### Liga Provincial de Sandia
| Season | Champion                               |
| ------ | -------------------------------------- |
| 2011   | Juventus Oriental                      |
| 2012   | Deportivo Municipal (San Juan del Oro) |
| 2013   | Deportivo Municipal (Putina Punco)     |
| 2014   | Juventus Oriental                      |
| 2015   | Deportivo Municipal (Sandia)           |
| 2016   | Deportivo Municipal (Putina Punco)     |
| 2017   | Defensor Sandia                        |
| 2018   | Deportivo Municipal (San Juan del Oro) |
| 2019   | Santiago Quebrada                      |
| 2020   | Canceled due to the COVID-19 pandemic  |
| 2021   | Canceled due to the COVID-19 pandemic  |
| 2022   | Deportivo Municipal (Sandia)           |
| 2023   | Real Unión (Cuyocuyo)                  |
| 2024   |                                        |

### Liga Provincial de San Román
| Season | Champion                              |
| ------ | ------------------------------------- |
| 2009   | ADEVIL                                |
| 2010   | Defensor Politécnico                  |
| 2011   | Junior de la UANCV                    |
| 2012   | ADEVIL                                |
| 2013   | Junior de la UANCV                    |
| 2014   | Junior de la UANCV                    |
| 2015   | Diablos Rojos                         |
| 2016   | Diablos Rojos                         |
| 2017   | Credicoop San Román                   |
| 2018   | Credicoop San Román                   |
| 2019   | Credicoop San Román                   |
| 2020   | Canceled due to the COVID-19 pandemic |
| 2021   | Canceled due to the COVID-19 pandemic |
| 2022   | Cahusiños San Miguel                  |
| 2023   | Sport Aurora                          |
| 2024   |                                       |

### Liga Provincial de Yunguyo
| Season | Champion                              |
| ------ | ------------------------------------- |
| 2011   | José Gálvez                           |
| 2012   | Sporting Cristal                      |
| 2013   | No tournament                         |
| 2014   | Alianza Porvenir                      |
| 2015   | Independiente Kasani                  |
| 2016   | Alianza Porvenir                      |
| 2017   | Alianza Porvenir                      |
| 2018   | No tournament                         |
| 2019   | Alianza Porvenir                      |
| 2020   | Canceled due to the COVID-19 pandemic |
| 2021   | Canceled due to the COVID-19 pandemic |
| 2022   | No tournament                         |
| 2023   | No tournament                         |
| 2024   |                                       |

## San Martín

### Liga Provincial de Bellavista
| Season | Champion                              |
| ------ | ------------------------------------- |
| 2009   | Deportivo Limón                       |
| 2010   | Cultural San Rafael                   |
| 2011   | Nacional de Tingo de Sapo             |
| 2012   | Héctor Chumpitaz                      |
| 2013   | Defensor Tingo                        |
| 2014   | Deportivo Limón                       |
| 2015   | Héctor Chumpitaz                      |
| 2016   | Bellavista                            |
| 2017   | Bellavista                            |
| 2018   | Bellavista                            |
| 2019   | Bellavista                            |
| 2020   | Canceled due to the COVID-19 pandemic |
| 2021   | Canceled due to the COVID-19 pandemic |
| 2022   | Unión Cuzco                           |
| 2023   | Academia CIMAC                        |
| 2024   |                                       |

### Liga Provincial de El Dorado
| Season | Champion                              |
| ------ | ------------------------------------- |
| 2009   | Defensor Huaja                        |
| 2010   | Sub 20 de Shatoja                     |
| 2011   | Sargento Lores                        |
| 2012   | Asociación de Madereros               |
| 2013   | Defensor San José                     |
| 2014   | Real San José                         |
| 2015   | Kawana Sisa                           |
| 2016   | San José de Agua Blanca               |
| 2017   | San José de Agua Blanca               |
| 2018   | Unión Huancabamba                     |
| 2019   | El Dorado                             |
| 2020   | Canceled due to the COVID-19 pandemic |
| 2021   | Canceled due to the COVID-19 pandemic |
| 2022   | El Dorado                             |
| 2023   | Kawana Sisa                           |
| 2024   |                                       |

### Liga Provincial de Huallaga
| Season | Champion                              |
| ------ | ------------------------------------- |
| 2009   | Unión Saposoa                         |
| 2010   | Oriental Sporting                     |
| 2011   | Huallaga                              |
| 2012   | Rafael Ríos Ruíz                      |
| 2013   | Unión Nacional                        |
| 2014   | Huallaga                              |
| 2015   | Deportivo Municipal (Pasarraya)       |
| 2016   | Deportivo Municipal (Pasarraya)       |
| 2017   | Saposoa                               |
| 2018   | Sargento Lores                        |
| 2019   | Yacusisa                              |
| 2020   | Canceled due to the COVID-19 pandemic |
| 2021   | Canceled due to the COVID-19 pandemic |
| 2022   | Agua San Martín                       |
| 2023   | Cañabrava                             |
| 2024   |                                       |

### Liga Provincial de Lamas
| Season | Champion                              |
| ------ | ------------------------------------- |
| 2009   | Defensor Churuzapa                    |
| 2010   | Alianza Cuñumbuque                    |
| 2011   | Deportivo Ancohallo                   |
| 2012   | Deportivo Quilluallpa                 |
| 2013   | Luis Gómez                            |
| 2014   | Leoncio Prado                         |
| 2015   | San José de Cuñumbuqui                |
| 2016   | Hugo Hausewell                        |
| 2017   | Kechwas Lamistas                      |
| 2018   | Kechwas Lamistas                      |
| 2019   | Zaragoza                              |
| 2020   | Canceled due to the COVID-19 pandemic |
| 2021   | Canceled due to the COVID-19 pandemic |
| 2022   | Atlético Deportivo Tabalosos          |
| 2023   | Kechwas Lamistas                      |
| 2024   |                                       |

### Liga Provincial de Mariscal Cáceres
| Season | Champion                              |
| ------ | ------------------------------------- |
| 2009   | Deportivo Comercio                    |
| 2010   | Defensores La Merced                  |
| 2011   | Integración Magisterial               |
| 2012   | Integración Magisterial               |
| 2013   | Deportivo Cayena                      |
| 2014   | Atlético Nacional                     |
| 2015   | Cultural Cayena                       |
| 2016   | Defensor Shumanza                     |
| 2017   | Deportivo Comercio                    |
| 2018   | Defensor Shumanza                     |
| 2019   | Sport Loreto                          |
| 2020   | Canceled due to the COVID-19 pandemic |
| 2021   | Canceled due to the COVID-19 pandemic |
| 2022   | San Martín Pajarillo                  |
| 2023   | Cahuide                               |
| 2024   |                                       |

### Liga Provincial de Moyobamba
| Season | Champion                              |
| ------ | ------------------------------------- |
| 2009   | Atlético Belén                        |
| 2010   | San Juan                              |
| 2011   | San Juan                              |
| 2012   | Deportivo Hospital                    |
| 2013   | Walter Chávez                         |
| 2014   | Sport Soritor                         |
| 2015   | Constructora Trujillo                 |
| 2016   | Constructora Trujillo                 |
| 2017   | Academia Fortal                       |
| 2018   | Pesquero FC                           |
| 2019   | ADT Tahuishco                         |
| 2020   | Canceled due to the COVID-19 pandemic |
| 2021   | Canceled due to the COVID-19 pandemic |
| 2022   | Estudiantes de Ingeniería             |
| 2023   | ADT Tahuishco                         |
| 2024   |                                       |

### Liga Provincial de Picota
| Season | Champion                              |
| ------ | ------------------------------------- |
| 2009   | Atlético Caspizapa                    |
| 2010   | Unión Picota                          |
| 2011   | FC Picota                             |
| 2012   | Power Maíz                            |
| 2013   | Deportivo Municipal (Picota)          |
| 2014   | Ciro Vargas                           |
| 2015   | Unión Minas (Tres Unidos)             |
| 2016   | Deportivo Cosmos                      |
| 2017   | José Carlos Mariátegui                |
| 2018   | Sport Agraria                         |
| 2019   | Cultural Minas                        |
| 2020   | Canceled due to the COVID-19 pandemic |
| 2021   | Canceled due to the COVID-19 pandemic |
| 2022   | Inter Winge                           |
| 2023   | Unión Picota                          |
| 2024   |                                       |

### Liga Provincial de Rioja
| Season | Champion                              |
| ------ | ------------------------------------- |
| 2009   | Nueva Rioja                           |
| 2010   | Unión Comercio                        |
| 2011   | Nueva Rioja                           |
| 2012   | Sport Alto Mayo                       |
| 2013   | Olímpico                              |
| 2014   | Olímpico                              |
| 2015   | Nueva Rioja                           |
| 2016   | Asociación Agrícola                   |
| 2017   | Deportivo Ucrania                     |
| 2018   | Deportivo Ucrania                     |
| 2019   | Nuevo Café Alto Mayo                  |
| 2020   | Canceled due to the COVID-19 pandemic |
| 2021   | Canceled due to the COVID-19 pandemic |
| 2022   | Atlético Awajun                       |
| 2023   | Unión Alto Mayo                       |
| 2024   |                                       |

### Liga Provincial de San Martín
| Season | Champion                              |
| ------ | ------------------------------------- |
| 2009   | Unión Tarapoto                        |
| 2010   | Unión César Vallejo                   |
| 2011   | Sport San Juan                        |
| 2012   | UNSM                                  |
| 2013   | Deportivo Cali                        |
| 2014   | Deportivo Cali                        |
| 2015   | Unión Tarapoto                        |
| 2016   | Unión César Vallejo                   |
| 2017   | Santa Rosa                            |
| 2018   | Unión Tarapoto                        |
| 2019   | Deportivo Tumi                        |
| 2020   | Canceled due to the COVID-19 pandemic |
| 2021   | Canceled due to the COVID-19 pandemic |
| 2022   | Shuta Boys                            |
| 2023   | Unión Tarapoto                        |
| 2024   |                                       |

## Tacna

### Liga Provincial de Candarave
| Season | Champion                              |
| ------ | ------------------------------------- |
| 2009   | Unión Ancocala                        |
| 2010   | Social Santa Cruz                     |
| 2011   | Sport Nevados                         |
| 2012   | Deportivo Curibaya                    |
| 2013   | 4 de Diciembre                        |
| 2014   | Social Santa Cruz                     |
| 2015   | San Pedro                             |
| 2016   | Social Santa Cruz                     |
| 2017   | Unión Totora                          |
| 2018   | Municipal Patapatani                  |
| 2019   | Social Santa Cruz                     |
| 2020   | Canceled due to the COVID-19 pandemic |
| 2021   | Canceled due to the COVID-19 pandemic |
| 2022   | Social Santa Cruz                     |
| 2023   | Juventud Alba Roja                    |
| 2024   |                                       |

### Liga Provincial de Jorge Basadre
| Season | Champion                              |
| ------ | ------------------------------------- |
| 2009   | Unión Mirave                          |
| 2010   | Unión Mirave                          |
| 2011   | Juventud Locumba                      |
| 2012   | Deportivo Borogueña                   |
| 2013   | Juventud Locumba                      |
| 2014   | Deportivo Municipal (Locumba)         |
| 2015   | Sport Junior                          |
| 2016   | Unión Mirave                          |
| 2017   | Juventud Locumba                      |
| 2018   | Juventud Locumba                      |
| 2019   | Unión Mirave                          |
| 2020   | Canceled due to the COVID-19 pandemic |
| 2021   | Canceled due to the COVID-19 pandemic |
| 2022   | Unión Mirave                          |
| 2023   | Real Caleta                           |
| 2024   |                                       |

### Liga Provincial de Tacna
| Season | Champion                              |
| ------ | ------------------------------------- |
| 2008   | Coronel Bolognesi                     |
| 2009   | Mariscal Miller                       |
| 2010   | River Plate                           |
| 2011   | Mariscal Miller                       |
| 2012   | Deportivo Credicoop                   |
| 2013   | Coronel Bolognesi                     |
| 2014   | Deportivo Credicoop                   |
| 2015   | Coronel Bolognesi                     |
| 2016   | Coronel Bolognesi                     |
| 2017   | Coronel Bolognesi                     |
| 2018   | Unión Alfonso Ugarte                  |
| 2019   | Orión                                 |
| 2020   | Canceled due to the COVID-19 pandemic |
| 2021   | Canceled due to the COVID-19 pandemic |
| 2022   | Virgen de la Natividad                |
| 2023   | EGB Tacna Heroica                     |
| 2024   |                                       |

### Liga Provincial de Tarata
| Season | Champion                              |
| ------ | ------------------------------------- |
| 2009   | Atlético Yabroco                      |
| 2010   | Águilas Melgar                        |
| 2011   | Independiente Susapaya                |
| 2012   | Defensor Tarata                       |
| 2013   | General Salaverry                     |
| 2014   | Centauro                              |
| 2015   | Tigres de Ticaco                      |
| 2016   | Águilas Melgar                        |
| 2017   | Defensor Ticaco                       |
| 2018   | Águilas Melgar                        |
| 2019   | Águilas Melgar                        |
| 2020   | Canceled due to the COVID-19 pandemic |
| 2021   | Canceled due to the COVID-19 pandemic |
| 2022   | Águilas Melgar                        |
| 2023   | Águilas Melgar                        |
| 2024   |                                       |

## Tumbes

### Liga Provincial de Contralmirante Villar
| Season | Champion                              |
| ------ | ------------------------------------- |
| 2009   | Barza                                 |
| 2010   | José Peña Herrera                     |
| 2011   | José Peña Herrera                     |
| 2012   | Sport Bocapán                         |
| 2013   | Cultural Libertad                     |
| 2014   | José Peña Herrera                     |
| 2015   | Sport Progresista                     |
| 2016   | Cultural Libertad                     |
| 2017   | Barcelona                             |
| 2018   | Barcelona                             |
| 2019   | Alianza Zorritos                      |
| 2020   | Canceled due to the COVID-19 pandemic |
| 2021   | Canceled due to the COVID-19 pandemic |
| 2022   | Sport Progresista                     |
| 2023   | Academia Quevedo                      |
| 2024   |                                       |

### Liga Provincial de Tumbes
| Season | Champion                              |
| ------ | ------------------------------------- |
| 2009   | Defensor San José                     |
| 2010   | Alianza Triunfina                     |
| 2011   | Alejandro Villanueva                  |
| 2012   | San Martín                            |
| 2013   | Atlético Tumbes                       |
| 2014   | Cristal Tumbes                        |
| 2015   | Defensor Progreso                     |
| 2016   | Eduardo Ávalos                        |
| 2017   | Renovación Cerro Blanco               |
| 2018   | Estrella Roja                         |
| 2019   | Renovación Cerro Blanco               |
| 2020   | Canceled due to the COVID-19 pandemic |
| 2021   | Canceled due to the COVID-19 pandemic |
| 2022   | Leoncio Prado                         |
| 2023   | Renovación Pacífico                   |
| 2024   |                                       |

### Liga Provincial de Zarumilla
| Season | Champion                              |
| ------ | ------------------------------------- |
| 2009   | Comercial Aguas Verdes                |
| 2010   | Independiente Aguas Verdes            |
| 2011   | Sport Miraflores                      |
| 2012   | Sport Bolognesi                       |
| 2013   | Unión Deportiva Chulucanas            |
| 2014   | Sport Unión                           |
| 2015   | Sport Unión                           |
| 2016   | Comercial Aguas Verdes                |
| 2017   | Sport Unión                           |
| 2018   | Ferrocarril                           |
| 2019   | 24 de Julio                           |
| 2020   | Canceled due to the COVID-19 pandemic |
| 2021   | Canceled due to the COVID-19 pandemic |
| 2022   | Ferrocarril                           |
| 2023   | Halcones del Norte                    |
| 2024   |                                       |

## Ucayali

### Liga Provincial de Atalaya
| Season | Champion                              |
| ------ | ------------------------------------- |
| 2009   | Deportivo Municipal (Atalaya)         |
| 2010   | Deportivo Municipal (Atalaya)         |
| 2011   | Deportivo Municipal (Atalaya)         |
| 2012   | Defensor Bolognesi                    |
| 2013   | Deportivo Hospital                    |
| 2014   | Deportivo Municipal (Atalaya)         |
| 2015   | Deportivo Municipal (Atalaya)         |
| 2016   | Deportivo Municipal (Atalaya)         |
| 2017   | Miguel Grau                           |
| 2018   | Deportivo Municipal (Atalaya)         |
| 2019   | Tecnológico                           |
| 2020   | Canceled due to the COVID-19 pandemic |
| 2021   | Canceled due to the COVID-19 pandemic |
| 2022   | San Antonio de Padua                  |
| 2023   | Atlético Raimondi                     |
| 2024   |                                       |

### Liga Provincial de Coronel Portillo
| Season | Champion                              |
| ------ | ------------------------------------- |
| 2009   | Deportivo Bancos                      |
| 2010   | Atlético Pucallpa                     |
| 2011   | Unión Miraflores                      |
| 2012   | Mariano Santos                        |
| 2013   | Deportivo Bancos                      |
| 2014   | Sport Loreto                          |
| 2015   | Deportivo Municipal (Callería)        |
| 2016   | UNU                                   |
| 2017   | Pucallpa FC                           |
| 2018   | UNU                                   |
| 2019   | Colegio Comercio                      |
| 2020   | Canceled due to the COVID-19 pandemic |
| 2021   | Canceled due to the COVID-19 pandemic |
| 2022   | Colegio Comercio                      |
| 2023   | Nuevo Pucallpa                        |
| 2024   |                                       |

### Liga Provincial de Padre Abad
| Season | Champion                              |
| ------ | ------------------------------------- |
| 2009   | Sport Pilsen                          |
| 2010   | Sport Boquerón                        |
| 2011   | Defensor San Alejandro                |
| 2012   | Fernando Carbajal                     |
| 2013   | Colegio Agropecuario                  |
| 2014   | Deportivo Otorongo                    |
| 2015   | Deportivo Municipal (Aguaytía)        |
| 2016   | Defensor Neshuya                      |
| 2017   | Cocaleros                             |
| 2018   | Deportivo Municipal (Aguaytía)        |
| 2019   | Deportivo Municipal (Aguaytía)        |
| 2020   | Canceled due to the COVID-19 pandemic |
| 2021   | Canceled due to the COVID-19 pandemic |
| 2022   | Defensor San Alejandro                |
| 2023   | Deportivo Shambillo                   |
| 2024   |                                       |

### Liga Provincial de Puerto Inca(Huánuco Province)
| Season | Champion                              |
| ------ | ------------------------------------- |
| 2009   | Luis Benjamín Cisneros                |
| 2010   | Sport Andino                          |
| 2011   | Luis Benjamín Cisneros                |
| 2012   | Puerto 3 de Octubre                   |
| 2013   | Puerto 3 de Octubre                   |
| 2014   | Puerto Victoria                       |
| 2015   | Luis Benjamín Cisneros                |
| 2016   | Colegio Nacional Honoria              |
| 2017   | La Paz                                |
| 2018   | Defensor El Codo                      |
| 2019   | Nueva Victoria                        |
| 2020   | Canceled due to the COVID-19 pandemic |
| 2021   | Canceled due to the COVID-19 pandemic |
| 2022   | La Paz                                |
| 2023   | Escuela Municipal de Tournavista      |
| 2024   |                                       |